# Liste des phrases au tableau noir des Simpson
 (août 2025).
Si vous disposez d'ouvrages ou d'articles de référence ou si vous connaissez des sites web de qualité traitant du thème abordé ici, merci de compléter l'article en donnant les références utiles à sa vérifiabilité et en les liant à la section « Notes et références ».
 (août 2025).
Motif : Wikipédia n’est ni une base de données, ni un guide télévisé. Aucune source.
- Archive Wikiwix
- Bing
- Cairn
- DuckDuckGo
- E. Universalis
- Gallica
- Google
- G. Books
- G. News
- G. Scholar
- Persée
- Qwant
- (zh) Baidu
- (ru) Yandex
- (wd) trouver des œuvres sur Wikidata

| 1. | Préciser le motif de la pose du bandeau. | Précisez le motif de la pose du bandeau en utilisant la syntaxe suivante : {{admissibilité à vérifier\|date=août 2025\|motif=remplacez ce texte par le motif}}                                                     |
| 2. | Informer les utilisateurs concernés.     | Pensez à avertir le créateur de l'article, par exemple, en insérant le code ci-dessous sur sa page de discussion : {{subst:avertissement admissibilité à vérifier\|Liste des phrases au tableau noir des Simpson}} |

Cet article présente la liste des écrits au tableau noir effectués par Bart Simpson à chaque générique de la série télévisée d'animation Les Simpson.
Il est à noter que dans Les Simpson, le film, la phrase au tableau noir était : « Je ne téléchargerai pas ce film » (I will not illegally download this movie).
La phrase du Petit Parrain était « Je ne corromprai pas le Principal Skinner ». (I will not bribe Principal Skinner)

## Saison 1 (1989-1990)
| #  | Titre français                  | Titre original                    | Titre québécois                     | Phrase écrite au tableau noir                  | Traduction française                                  | Code |
| -- | ------------------------------- | --------------------------------- | ----------------------------------- | ---------------------------------------------- | ----------------------------------------------------- | ---- |
| 1  | Noël mortel                     | Simpsons Roasting on an Open Fire | Homer au nez rouge                  | -                                              | -                                                     | 7G08 |
| 2  | Bart le génie                   | Bart the Genius                   | Bart le génie                       | I will not waste chalk.                        | « Je ne gaspillerai pas la craie. »                   | 7G02 |
| 3  | Un atome de bon sens            | Homer's Odyssey                   | L'Odyssée d'Homer                   | I will not skateboard in the halls.            | « Je ne ferai pas de Skate-board dans les couloirs. » | 7G03 |
| 4  | Simpsonothérapie                | There's No Disgrace Like Home     | On est pas si pires                 | I will not burp in class.                      | « Je ne roterai pas en classe. »                      | 7G04 |
| 5  | Terreur à la récré              | Bart the General                  | Bart s'en va-t-en guerre            |                                                |                                                       | 7G05 |
| 6  | Ste Lisa Blues                  | Moaning Lisa                      | Les blues de Lisa                   | I will not instigate revolution.               | « Je ne provoquerai pas la révolution. »              | 7G06 |
| 7  | L'Abominable Homme des bois     | The Call of the Simpsons          | Les Simpson, coureurs de bois       | I will not draw naked ladies in class.         | « Je ne dessinerai pas de femmes nues en classe. »    | 7G09 |
| 8  | Bart a perdu la tête            | The Telltale Head                 | Bart, chasseur de tête              | I did not see Elvis.                           | « Non, je n'ai pas vu Elvis. »                        | 7G07 |
| 9  | Marge perd la boule             | Life on the Fast Lane             | Marge prend sa revanche             | -                                              | -                                                     | 7G11 |
| 10 | L'Odyssée d'Homer               | Homer's Night Out                 | Homer fait une virée                | I will not call my teacher "hot cakes".        | « Je n'appellerai pas mon professeur "Mon Chou". »    | 7G10 |
| 11 | L'Espion qui venait de chez moi | The Crepes of Wrath               | Bart au grand cru                   | Garlic gum is not funny.                       | « Le chewing-gum à l'ail, ce n'est pas drôle. »       | 7G13 |
| 12 | Un clown à l'ombre              | Krusty Gets Busted                | Mauvaise passe pour Krusty le clown | They are laughing at me, not with me.          | « Ils rient de moi, pas avec moi. »                   | 7G12 |
| 13 | Une soirée d'enfer              | Some Enchanted Evening            | Une soirée romantique               | I will not yell 'Fire' in a crowded classroom. | « Je ne crierai pas "au feu" en pleine classe. »      | 7G01 |

## Saison 2 (1990-1991)
| #  | Titre français                        | Titre original                                      | Titre québécois          | Phrase écrite au tableau noir               | Traduction française                                 | Code |
| -- | ------------------------------------- | --------------------------------------------------- | ------------------------ | ------------------------------------------- | ---------------------------------------------------- | ---- |
| 1  | Aide-toi, le ciel t'aidera            | Bart Gets an F                                      | Mauvais quart d'heure    | I will not encourage others to fly.         | « Je n’encouragerai pas les autres à voler. »        | 7F03 |
| 2  | Simpson et Delila                     | Simpson and Delilah                                 | Simpson et Dalilah       | Tar is not a plaything.                     | « On ne joue pas avec le goudron. »                  | 7F02 |
| 3  | Simpson Horror Show                   | Treehouse of Horror                                 | Spécial Halloween I      | -                                           | -                                                    | 7F04 |
| 4  | Sous le signe du poisson              | Two Cars in Every Garage & Three Eyes on Every Fish | Poisson nucléaire        | I will not Xerox my butt.                   | « Je ne copierai pas mes fesses. »                   | 7F01 |
| 5  | Le Dieu du stade                      | Dancin' Homer                                       | Homer la mascotte        | I will not trade pants with others.         | « Je n'échangerai pas de caleçons avec les autres. » | 7F05 |
| 6  | Mini golf, maxi beauf                 | Dead Putting Society                                | La crise du mini-golf    | I am not a 32 year old woman.               | « Je ne suis pas une femme de 32 ans. »              | 7F08 |
| 7  | La Fugue de Bart                      | Bart vs. Thanksgiving                               | Mauvaise farce           | I will not do that thing with my tongue.    | « Je ne ferai pas ce truc avec ma langue. »          | 7F07 |
| 8  | Le Saut de la mort                    | Bart the Daredevil                                  | Bart le casse-cou        | I will not drive the principal's car.       | « Je ne conduirai pas la voiture du proviseur. »     | 7F06 |
| 9  | Tous à la manif                       | Itchy & Scratchy & Marge                            | Marge à l’attaque        | I will not pledge allegiance to Bart.       | « On ne jure pas allégeance à Bart. »                | 7F09 |
| 10 | Toute la vérité, rien que la vérité   | Bart Gets Hit by a Car                              | Accident de parcours     | I will not sell school property.            | « Je ne vendrai pas ce qui appartient à l'école. »   | 7F10 |
| 11 | Un poisson nommé Fugu                 | One Fish, Two Fish, Blowfish, Blue Fish             | Un poisson nommé Fugu    | I will not cut corners.                     | « Je ne me laisserai pas aller à la facilité. »      | 7F11 |
| 12 | Il était une fois Homer et Marge      | The Way We Was                                      | Nos belles années        | I will not get very far with this attitude. | « Je n'irai pas loin avec une telle attitude. »      | 7F12 |
| 13 | Tu ne déroberas point                 | Homer vs. Lisa and the 8th Commandment              | Le 8e commandement       | I will not make flatulent noises in class.  | « Je ne produirai pas de flatulences en classe. »    | 7F13 |
| 14 | Jamais deux sans toi                  | Principal Charming                                  | L’âme sœur               | I will not belch the national anthem.       | « Je ne chanterai pas l'hymne national en rotant. »  | 7F15 |
| 15 | Fluctuat Homergitur                   | Oh Brother, Where Art Thou ?                        | Le frère prodigue        | I will not sell land in Florida.            | « Je ne vendrai pas de terrain en Floride. »         | 7F16 |
| 16 | Une vie de chien                      | Bart's Dog Gets An F                                | Chien fou                | I will not sell school property.            | « Je ne vendrai pas ce qui appartient à l'école. »   | 7F14 |
| 17 | Un amour de grand-père                | Old Money                                           | L’héritage               | I will not grease the monkey bars.          | « Je ne graisserai pas les barres parallèles. »      | 7F17 |
| 18 | Le Pinceau qui tue                    | Brush with Greatness                                | Beauté intérieure        | I will not hide behind the Fifth Amendment. | « Je parlerai même en l'absence de mon avocat. »     | 7F18 |
| 19 | Mon prof, ce héros au sourire si doux | Lisa's Substitute                                   | Le béguin de Lisa        | -                                           | -                                                    | 7F19 |
| 20 | La Guerre des Simpson                 | The War of the Simpsons                             | La guerre des Simpson    | I will not do anything bad ever again.      | « Je ne ferai plus jamais rien de mal. »             | 7F20 |
| 21 | Un pour tous, tous contre un          | Three Men and a Comic Book                          | Trois hommes et une bédé | I will not show off.                        | « Je ne chercherai pas à frimer. » (en gothique)     | 7F21 |
| 22 | Le sang, c'est de l'argent            | Blood Feud                                          | Transfusion sanguine     | I will not sleep through my education.      | « Je ne passerai pas ma scolarité à dormir. »        | 7F22 |

## Saison 3 (1991-1992)
| #  | Titre français                | Titre original                    | Titre québécois         | Phrase écrite au tableau noir                  | Traduction française                                            | Code |
| -- | ----------------------------- | --------------------------------- | ----------------------- | ---------------------------------------------- | --------------------------------------------------------------- | ---- |
| 1  | Mon pote Michael Jackson      | Stark Raving Dad                  | Lobot-Homer             | I am not a dentist.                            | « Je ne suis pas dentiste. »                                    | 7F24 |
| 2  | Lisa va à Washington          | Mr. Lisa Goes to Washington       | Lisa va à Washington    | Spitwads are not free speech.                  | « Cracher n'est pas une liberté d'expression. »                 | 8F01 |
| 3  | Le Palais du Gaucher          | When Flanders Failed              | Flanders fait faillite  | Nobody likes sunburn slappers.                 | « Personne n'aime les claques sur les coups de soleil. »        | 7F23 |
| 4  | Le Petit Parrain              | Bart the Murderer                 | Bart le meurtrier       | High explosives and school don't mix.          | « Explosifs et école ne font pas bon ménage. »                  | 8F03 |
| 5  | Une belle simpsonnerie        | Homer Defined                     | Homer au dictionnaire   | I will not squeak chalk.                       | « Je ne ferai pas grincer la craie. »                           | 8F04 |
| 6  | Tel père, tel clown           | Like Father, Like Clown           | Tel père, tel clown     | I will finish what I sta                       | « Je finirai ce que j'ai comm... »                              | 8F05 |
| 7  | Simpson Horror Show II        | Treehouse of Horror II            | Spécial Halloween II    | -                                              | -                                                               | 8F02 |
| 8  | Le Poney de Lisa              | Lisa's Pony                       | Le poney de Lisa        | Bart Bucks' are not legal tender.              | « Le dollar Bart n'est pas une monnaie légale. »                | 8F06 |
| 9  | Un père dans la course        | Saturdays of Thunder              | Bartmobile              | I will not fake rabies.                        | « Je ne ferai pas semblant d'avoir la rage. »                   | 8F07 |
| 10 | Un cocktail d'enfer           | Flaming Moe's                     | Un flambé à la Moe      | Underwear should be worn on the inside.        | « Les sous-vêtements se portent sous les vêtements. »           | 8F08 |
| 11 | Burns Verkaufen der Kraftwerk | Burns Verkaufen der Kraftwerk     | Burns vend la centrale  | The Christmas pageant does not stink.          | « Les fêtes de Noël, c'est pas nul. »                           | 8F09 |
| 12 | Vive les mariés               | I Married Marge                   | J'ai épousé Marge       | I will not torment the emotionally frail.      | « Je ne tourmenterai pas les gens psychologiquement fragiles. » | 8F10 |
| 13 | Un puits de mensonges         | Radio Bart                        | Radio Bart              | I will not carve gods.                         | « Je ne graverai pas de dieux. »                                | 8F11 |
| 14 | L'Enfer du jeu                | Lisa the Greek                    | Les Pronostics de Lisa  | -                                              | -                                                               | 8F12 |
| 15 | Homer au foyer                | Homer Alone                       | Homer joue à la maman   | I will not spank others.                       | « Je ne donnerai pas de fessées. »                              | 8F14 |
| 16 | Bart le tombeur               | Bart the Lover                    | Bart l’amoureux         | -                                              | -                                                               | 8F16 |
| 17 | Homer la foudre               | Homer At The Bat                  | Homer au bâton          | I will not aim for the head.                   | « Je ne viserai pas la tête. »                                  | 8F13 |
| 18 | Le Flic et la Rebelle         | Separate Vocations                | Vocations différentes   | I will not barf unless I'm sick.               | « Je ne vomirai pas sans être malade. »                         | 8F15 |
| 19 | Chienne de vie                | Dog of Death                      | La Mort d’un chien      | I saw nothing unusual in the teacher's lounge. | « Je n'ai rien vu dans la salle des professeurs. »              | 8F17 |
| 20 | Imprésario de mon cœur        | Colonel Homer                     | Colonel Homer           | I will not conduct my own fire drills.         | « Je n'organiserai pas d'exercices incendie. »                  | 8F19 |
| 21 | La Veuve noire                | Black Widower                     | La veuve noire          | Funny noises are not funny.                    | « Les drôles de bruits ne sont pas drôles. »                    | 8F20 |
| 22 | Le Permis d'Otto Bus          | The Otto Show                     | Le show d'Otto          | I will not spin the turtle.                    | « Je ne ferai pas tourner la tortue. »                          | 8F21 |
| 23 | Séparés par l'amour           | Bart's Friend Falls in Love       | Milhouse tombe amoureux | I will not snap bras.                          | « Je ne dégraferai pas les soutiens-gorges. »                   | 8F22 |
| 24 | Le Retour du frère prodigue   | Brother Can You Spare Two Dimes ? | L’invention             | I will not fake seizures.                      | « Je ne simulerai plus de crises d'épilepsie. »                 | 8F23 |

## Saison 4 (1992-1993)
| #  | Titre français                     | Titre original                             | Titre québécois             | Phrase écrite au tableau noir                  | Traduction française                                      | Code |
| -- | ---------------------------------- | ------------------------------------------ | --------------------------- | ---------------------------------------------- | --------------------------------------------------------- | ---- |
| 1  | Les Jolies Colonies de vacances    | Kamp Krusty                                | Kamp Krusty                 | This punishment is not boring and pointless.   | « Cette punition n'est ni ennuyeuse ni inutile. »         | 8F24 |
| 2  | Un tramway nommé Marge             | A Streetcar Named Marge                    | Un Tramway nommé Marge      | My name is not Dr. Death.                      | « Je ne m'appelle pas "Dr Mort". »                        | 8F18 |
| 3  | Homer l'hérétique                  | Homer the Heretic                          | Homer l’hérétique           | I will not defame New Orleans.                 | « Je ne diffamerai pas La Nouvelle-Orléans. »             | 9F01 |
| 4  | Lisa, la reine de beauté           | Lisa the Beauty Queen                      | Lisa la reine de beauté     | I will not prescribe medication.               | « Je ne dois pas prescrire de médicaments. »              | 9F02 |
| 5  | Simpson Horror Show III            | Treehouse of Horror III                    | Spécial Halloween III       | -                                              | -                                                         | 9F04 |
| 6  | Itchy et Scratchy, le film         | Itchy and Scratchy: The Movie              | Itchy et Scratchy: Le film  | I will not bury the new kid.                   | « Je n'enterrerai pas le nouveau. »                       | 9F03 |
| 7  | Marge a trouvé un boulot           | Marge Gets a Job                           | Marge se trouve un emploi   | I will not teach others to fly.                | « Je n’apprendrai pas aux autres à voler dans les airs. » | 9F05 |
| 8  | La Plus Belle du quartier          | New Kid on the Block                       | De nouveaux voisins         | I will not bring sheep to class.               | « Je n’apporterai pas de moutons en classe. »             | 9F06 |
| 9  | Monsieur Chasse-neige              | Mr. Plow                                   | Le chasse-neige             | A burp is not an answer.                       | « Un rot n'est pas une réponse. »                         | 9F07 |
| 10 | Le Premier Mot de Lisa             | Lisa's First Word                          | Le premier mot de Lisa      | Teacher is not a leper.                        | « La maîtresse n'est pas une lépreuse. »                  | 9F08 |
| 11 | Oh la crise... cardiaque !         | Homer's Triple Bypass                      | Triple pontage pour Homer   | Coffee is not for kids.                        | « Le café est mauvais pour les enfants. »                 | 9F09 |
| 12 | Le Monorail                        | Marge vs. the Monorail                     | Marge contre le monorail    | I will not eat things for money.               | « Je ne mangerai pas n'importe quoi pour de l'argent. »   | 9F10 |
| 13 | Le Choix de Selma                  | Selma's Choice                             | Le Choix de Selma           | I will not yell 'she's dead' during roll call. | « Je ne hurlerai pas "elle est morte" pendant l’appel. »  | 9F11 |
| 14 | Le Grand Frère                     | Brother from the Same Planet               | Frère de la même planète    | The Principal's toupee is not a frisbee.       | « Le toupet du proviseur n'est pas un frisbee. »          | 9F12 |
| 15 | J'aime Lisa                        | I Love Lisa                                | J'aime Lisa                 | I will not call the principal spud head.       | « Je n'appellerai pas le principal "Patate". »            | 9F13 |
| 16 | Ne lui jetez pas la première bière | Duffless                                   | La Bonne bière Duff         | Goldfish don't bounce.                         | « Les poissons rouges ne rebondissent pas. »              | 9F14 |
| 17 | Grève à la centrale                | Last Exit to Springfield                   | Dernier arrêt à Springfield | Mud is not one of the 4 food groups.           | « La boue de fait pas partie des 4 groupes d’aliments. »  | 9F15 |
| 18 | Poisson d'avril                    | So It's Come To This: A Simpsons Clip Show | Poisson d’avril             | No one is interested in my underpants.         | « Mes sous-vêtements n'intéressent personne. »            | 9F17 |
| 19 | Le Roi du dessin animé             | The Front                                  | Le pseudonyme               | I will not sell miracle cures.                 | « Je ne vendrai pas des cures miraculeuses. »             | 9F16 |
| 20 | Le Jour de la raclée               | Whacking Day                               | Le jour de la frappe        | I will return the seeing-eye dog.              | « Je ramènerai le chien d'aveugle. »                      | 9F18 |
| 21 | Marge à l'ombre                    | Marge In Chains                            | Marge en prison             | I do not have diplomatic immunity.             | « Je ne jouis pas de l'immunité diplomatique. »           | 9F20 |
| 22 | Krusty, le retour                  | Krusty Gets Kancelled                      | Krusty perd son émission    | I will not charge admission to the bathroom.   | « Je ne ferai plus payer l'accès aux W.C. »               | 9F19 |

## Saison 5 (1993-1994)
| #  | Titre français                  | Titre original                          | Titre québécois               | Phrase écrite au tableau noir                                                   | Traduction française                                                                 | Code |
| -- | ------------------------------- | --------------------------------------- | ----------------------------- | ------------------------------------------------------------------------------- | ------------------------------------------------------------------------------------ | ---- |
| 1  | Le Quatuor d'Homer              | Homer's Barbershop Quartet              | Homer chante en harmonie      | I will never win an Emmy.                                                       | « Je ne gagnerai jamais d'Emmy. »                                                    | 9F21 |
| 2  | Lac Terreur                     | Cape Fear                               | Le cap de la peur             | The cafeteria deep fryer is not a toy.                                          | « La friteuse de la cafétéria n'est pas un jouet. »                                  | 9F22 |
| 3  | Homer va à la fac               | Homer Goes to College                   | Homer à la fac                | -                                                                               | -                                                                                    | 1F02 |
| 4  | Rosebud                         | Rosebud                                 | Bobo                          | -                                                                               | -                                                                                    | 1F01 |
| 5  | Simpson Horror Show IV          | Treehouse of Horror IV                  | Spécial Halloween IV          | -                                                                               | -                                                                                    | 1F04 |
| 6  | Marge en cavale                 | Marge on the Lam                        | Marge en cavale               | -                                                                               | -                                                                                    | 1F03 |
| 7  | Bart enfant modèle              | Bart's Inner Child                      | Bart enfant modèle            | -                                                                               | -                                                                                    | 1F05 |
| 8  | Scout un jour, scout toujours   | Boy Scoutz N the Hood                   | Scout un jour, scout toujours | -                                                                               | -                                                                                    | 1F06 |
| 9  | La Dernière Tentation d'Homer   | The Last Temptation of Homer            | La Dernière tentation d'Homer | All work and no play makes Bart a dull boy.                                     | « Du travail et pas de jeux font de Bart un garçon ennuyeux. »                       | 1F07 |
| 10 | L'Enfer du jeu                  | $pringfield                             | L'Enfer du jeu                | I will not say 'Springfield' just to get applause.                              | « Je ne dirai plus 'Springfield' juste pour être applaudi. »                         | 1F08 |
| 11 | Erreur sur la ville             | Homer the Vigilante                     | Erreur sur la ville           | I am not authorized to fire substitute teachers.                                | « Je ne suis pas autorisé à renvoyer le remplaçant. »                                | 1F09 |
| 12 | Bart devient célèbre            | Bart Gets Famous                        | Bart devient célèbre          | My homework was not stolen by a one-armed man.                                  | « Mes devoirs n'ont pas été volés par un manchot. »                                  | 1F11 |
| 13 | Le Blues d'Apu                  | Homer and Apu                           | Le blues d'Apu                | I will not go near the kindergarten turtle.                                     | « Je n'approcherai pas du bassin des tortues. »                                      | 1F10 |
| 14 | Lisa s'en va-t-en guerre        | Lisa vs. Malibu Stacy                   | Lisa s'en va-t-en guerre      | -                                                                               | -                                                                                    | 1F12 |
| 15 | Homer dans l'espace             | Deep Space Homer                        | Homer dans l'espace           | -                                                                               | -                                                                                    | 1F13 |
| 16 | Homer aime Flanders             | Homer Loves Flanders                    | Homer aime Flanders           | I am not delightfully saucy.                                                    | « Je ne suis pas délicieusement effronté. »                                          | 1F14 |
| 17 | Mon pote l'éléphant             | Bart Gets an Elephant                   | Mon pote l'éléphant           | Organ transplants are best left to the professionals.                           | « Seuls les médecins peuvent effectuer des greffes. »                                | 1F15 |
| 18 | L'Héritier de Burns             | Burns' Heir                             | L'héritier de Burns           | The Pledge of Allegiance does not end with 'Hail Satan'.                        | « Le serment d'allégeance ne finit pas par 'Vive Satan'. »                           | 1F16 |
| 19 | Un ennemi très cher             | Sweet Seymour Skinner's Baadasssss Song | Un ennemi très cher           | I will not celebrate meaningless milestones.                                    | « Je ne fêterai pas les événements sans importance. »                                | 1F18 |
| 20 | Le Garçon qui en savait trop    | The Boy Who Knew Too Much               | Le Garçon qui en savait trop  | There are plenty of businesses like show business.                              | « Plein de business ressemblent au show-business. »                                  | 1F19 |
| 21 | L'Amoureux de Grand-Mère        | Lady Bouvier's Lover                    | L'Amant de Grand-Mère         | I will not re-transmit without the express permission of Major League Baseball. | « Je ne retransmettrai pas de matchs sans l'autorisation de la ligue de Base-ball. » | 1F21 |
| 22 | Les Secrets d'un mariage réussi | Secrets of a Successful Marriage        | Les Secrets du mariage réussi | Five days is not too long to wait for a gun.                                    | « Attendre une arme cinq jours n'est pas trop long. »                                | 1F20 |

## Saison 6 (1994-1995)
| #  | Titre français                           | Titre original               | Titre québécois                              | Phrase écrite au tableau noir                                       | Traduction française                                                  | Code |
| -- | ---------------------------------------- | ---------------------------- | -------------------------------------------- | ------------------------------------------------------------------- | --------------------------------------------------------------------- | ---- |
| 1  | Bart des ténèbres                        | Bart of Darkness             | Bart des ténèbres                            | Beans are neither fruit nor musical                                 | « Les haricots ne sont ni des fruits ni des instruments de musique. » | 1F22 |
| 2  | La Rivale de Lisa                        | Lisa's Rival                 | La Rivale de Lisa                            | No one is interested in my underpants.                              | « Mes sous-vêtements n'intéressent personne. »                        | 1F17 |
| 3  | L'Amour à la Simpson                     | Another Simpsons Clip Show   | Histoire d'amour à la Simpson                | I will not use abbrev.                                              | « Je n'utiliserai pas d'abbrév. »                                     | 2F33 |
| 4  | Itchy et Scratchy Land                   | Itchy & Scratchy Land        | Le Monde de Itchy et Scratchy                | I am not the reincarnation of Sammy Davis Jr.                       | « Je ne suis pas la réincarnation de Sammy Davis Jr. »                | 2F01 |
| 5  | Le maire est amer                        | Sideshow Bob Roberts         | Le retour de Sideshow Bob                    | -                                                                   | -                                                                     | 2F02 |
| 6  | Simpson Horror Show V                    | Treehouse of Horror V        | Spécial Halloween V                          | -                                                                   | -                                                                     | 2F03 |
| 7  | La Petite Amie de Bart                   | Bart's Girlfriend            | La petite amie de Bart                       | I will not send lard through the mail.                              | « Je n'enverrai plus de saindoux par la poste. »                      | 2F04 |
| 8  | Le Hockey qui tue                        | Lisa on Ice                  | Lisa gardien de but                          | I will not dissect things unless instructed.                        | « Je ne ferai des dissections que si on me le demande. »              | 2F05 |
| 9  | Pervers Homer                            | Homer Badman                 | Méchant, méchant                             | I will not whittle hall passes out of soap.                         | « Je ne badigeonnerai pas au savon les autorisations de sortie. »     | 2F06 |
| 10 | La Potion magique                        | Grampa vs. Sexual Inadequacy | Le tonique                                   | My homework was not stolen by a one-armed man.                      | « Mes devoirs n'ont pas été volés par un manchot. »                   | 2F07 |
| 11 | La Peur de l'avion                       | Fear of Flying               | La peur de voler                             | Ralph won't 'morph' if you squeeze him hard enough.                 | « Ralph ne changera pas de forme si je le presse très fort. »         | 2F08 |
| 12 | Homer le grand                           | Homer the Great              | Homer le grand                               | Adding 'just kidding' doesn't make it okay to insult the principal. | « Ajouter 'je blaguais' n'autorise pas à insulter le proviseur. »     | 2F09 |
| 13 | Et avec Maggie ça fait trois             | And Maggie Makes Three       | Et de trois pour Maggie                      | 'Bagman' is not a legitimate career choice.                         | « "Racketeur" n'est pas un choix de carrière admissible. »            | 2F10 |
| 14 | La Comète de Bart                        | Bart's Comet                 | La Comète de Bart                            | Cursive writing does not mean what I think it does.                 | « Je ne ferai pas passer de mots avec des gros mots. »                | 2F11 |
| 15 | Homer le clown                           | Homie the Clown              | Homer le clown                               | Next time it could be me on the scaffolding.                        | « La prochaine fois, je pourrais être sur l'échafaudage. »            | 2F12 |
| 16 | Bart contre l'Australie                  | Bart vs. Australia           | Bart se rend en Australie                    | I will not hang donuts on my person.                                | « Je n'accrocherai pas de donuts sur moi. »                           | 2F13 |
| 17 | Mes sorcières détestées                  | Homer vs. Patty & Selma      | Homer contre Patty & Selma                   | I will remember to take my medication.                              | « Je penserai pas à prendre mes médicaments. »                        | 2F14 |
| 18 | Burns fait son cinéma                    | A Star is Burns              | Le Festival du film                          | -                                                                   | -                                                                     | 2F31 |
| 19 | Le Mariage de Lisa                       | Lisa's Wedding               | Le mariage de Lisa                           | I will not strut around like I own the place.                       | « Je ne me pavanerai pas comme si j'étais le patron. »                | 2F15 |
| 20 | Une portée qui rapporte                  | Two Dozen and One Greyhounds | Deux douzaines de plus                       | The Good Humor man can only be pushed so far.                       | « Même le sens de l'humour a ses limites. »                           | 2F18 |
| 21 | Il faut Bart le fer tant qu'il est chaud | The PTA Disbands             | Le dispersement de l'association des parents | I do not have power of attorney over first graders.                 | « Je n'ai pas de procuration pour agir au nom des CP. »               | 2F19 |
| 22 | Salut l'artiste                          | Round Springfield            | Le saxophoniste                              | Nerve gas is not a toy.                                             | « Le gaz neurotoxique n'est pas un jouet. »                           | 2F32 |
| 23 | La Springfield connection                | The Springfield Connection   | La filière Springfield                       | I will not mock Mrs. Dumbface.                                      | « Je ne me moquerai pas de Mme Lagourde. »                            | 2F21 |
| 24 | Le Citron de la discorde                 | Lemon of Troy                | Le citronnier                                | The First Amendment does not cover burping.                         | « Le 1er amendement ne donne pas le droit de roter. »                 | 2F22 |
| 25 | Qui a tiré sur M. Burns ? (Partie 1)     | Who Shot Mr. Burns? - Part 1 | Qui a tiré sur M. Burns? (Partie 1)          | This is not a clue... or is it ?                                    | « Ceci n'est pas un indice... Ou peut-être que si ? »                 | 2F16 |

## Saison 7 (1995-1996)
| #  | Titre français                         | Titre original                                                                      | Titre québécois                              | Phrase écrite au tableau noir                               | Traduction française                                        | Code |
| -- | -------------------------------------- | ----------------------------------------------------------------------------------- | -------------------------------------------- | ----------------------------------------------------------- | ----------------------------------------------------------- | ---- |
| 1  | Qui a tiré sur M. Burns ? (Partie 2)   | Who Shot Mr. Burns ? - Part 2                                                       | Qui a tiré sur M. Burns ? (Plartie 2)        | I will not complain about the solution when I hear it.      | « Je ne contesterai pas la solution quand je l'entendrai. » | 2F20 |
| 2  | Radioactive Man                        | Radioactive Man                                                                     | L'homme radioactif                           | Bewitched does not promote Satanism.                        | « "Ma sorcière bien-aimée" ne prône pas le satanisme. »     | 2F17 |
| 3  | Le Foyer de la révolte                 | Home Sweet Homediddly-Dum- Doodily                                                  | Les enfants Flanders                         | No one wants to hear from my armpits.                       | « Personne ne veut avoir à subir mes bruits d'aisselle. »   | 3F01 |
| 4  | Bart vend son âme                      | Bart Sells His Soul                                                                 | Bart vend son âme                            | I am not a lean, mean, spitting machine.                    | « Je ne suis pas une machine à cracher. »                   | 3F02 |
| 5  | Lisa la végétarienne                   | Lisa the Vegetarian                                                                 | Lisa la végétarienne                         | The boys' room is not a water park.                         | « Le vestiaire des garçons n'est pas une piscine. »         | 3F03 |
| 6  | Simpson Horror Show VI                 | Treehouse of Horror VI                                                              | Spécial Halloween VI                         | -                                                           | -                                                           | 3F04 |
| 7  | Un super big Homer                     | King-Size Homer                                                                     | Le gros Homer                                | Indian burns are not our cultural heritage.                 | « Scalper n'est pas une tradition américaine. »             | 3F05 |
| 8  | La Mère d'Homer                        | Mother Simpson                                                                      | Maman Simpson                                | -                                                           | -                                                           | 3F06 |
| 9  | Bombinette Bob                         | Sideshow Bob's Last Gleaming                                                        | Le dernier exploit de Sideshow Bob           | Wedgies are unhealthy for children and other living things. | « Tirer les slips, c'est mauvais pour les enfants. »        | 3F08 |
| 10 | 138e épisode, du jamais vu !           | The Simpsons 138th Episode Spectacular                                              | Le Gala du 138e épisode                      | I will only do this once a year.                            | « Je ne le ferai qu'une fois par an. »                      | 3F31 |
| 11 | Marge et son petit voleur              | Marge Be Not Proud                                                                  | Bart et son jeu vidéo                        | I will stop talking about the twelve inch pianist.          | « Je ne parlerai plus du piano à queue. »                   | 3F07 |
| 12 | Une partie Homérique                   | Team Homer                                                                          | Homer et son équipe                          | I am not certified to remove asbestos.                      | « Je ne suis pas habilité à enlever l'amiante. »            | 3F10 |
| 13 | Deux mauvais voisins                   | Two Bad Neighbors                                                                   | Deux mauvais voisins                         | -                                                           | -                                                           | 3F09 |
| 14 | Premier Pas dans le grand monde        | Scenes from the Class Struggle in Springfield                                       | Scènes de la lutte des classes à Springfield | -                                                           | -                                                           | 3F11 |
| 15 | Krusty « le retour »                   | Bart the Fink                                                                       | Bart le mouchard                             | -                                                           | -                                                           | 3F12 |
| 16 | Le Vrai Faux Héros                     | Lisa the Iconoclast                                                                 | Lisa l'iconoclaste                           | -                                                           | -                                                           | 3F13 |
| 17 | Homer fait son Smithers                | Homer the Smithers                                                                  | Homer le substitut                           | -                                                           | -                                                           | 3F14 |
| 18 | Le Jour où la violence s'est éteinte   | The Day the Violence Died                                                           | Le jour où la violence est morte             | -                                                           | -                                                           | 3F16 |
| 19 | Un poisson nommé Selma                 | A Fish Called Selma                                                                 | Un poisson appelé Selma                      | -                                                           | -                                                           | 3F15 |
| 20 | Faux permis, vrais ennuis              | Bart on the Road                                                                    | Bart sur les routes                          | -                                                           | -                                                           | 3F17 |
| 21 | 22 courts-métrages sur Springfield     | 22 Short Films About Springfield                                                    | 22 courts métrages sur Springfield           | -                                                           | -                                                           | 3F18 |
| 22 | Grand-Père Simpson et le trésor maudit | Raging Abe Simpson and His Grumbling Grandson in "The Curse of the Flying Hellfish" | Abe Simpson et son petit                     | -                                                           | -                                                           | 3F19 |
| 23 | J'y suis, j'y reste                    | Much Apu About Nothing                                                              | Beaucoup de bruit pour rien                  | -                                                           | -                                                           | 3F20 |
| 24 | Homer le rocker                        | Homerpalooza                                                                        | Homer super cool                             | -                                                           | -                                                           | 3F21 |
| 25 | La Bande à Lisa                        | Summer of 4 Ft. 2                                                                   | Les vacances de Lisa                         | -                                                           | -                                                           | 3F22 |

## Saison 8 (1996-1997)
| #  | Titre français                    | Titre original                                    | Titre québécois                        | Phrase écrite au tableau noir                              | Traduction française                                               | Code |
| -- | --------------------------------- | ------------------------------------------------- | -------------------------------------- | ---------------------------------------------------------- | ------------------------------------------------------------------ | ---- |
| 1  | Simpson Horror Show VII           | Treehouse of Horror VII                           | Spécial Halloween VII                  | -                                                          | -                                                                  | 4F02 |
| 2  | Un monde trop parfait             | You Only Move Twice                               | On ne déménage que deux fois           | I did not learn everything I need to know in kindergarten. | « Je n'ai pas appris tout ce que j'aurais dû à la maternelle. »    | 3F23 |
| 3  | Le Roi du ring                    | The Homer They Fall                               | Le roi du ring                         | I am not my long-lost twin.                                | « Je ne suis pas mon frère jumeau disparu depuis longtemps. »      | 4F03 |
| 4  | Le Fils indigne de M. Burns       | Burns, Baby Burns                                 | Le fils indigne de M. Burns            | -                                                          | -                                                                  | 4F05 |
| 5  | Bart chez les dames               | Bart After Dark                                   | Bart chez les dames                    | -                                                          | -                                                                  | 4F06 |
| 6  | Un Milhouse pour deux             | A Milhouse Divided                                | Un Milhouse pour deux                  | -                                                          | -                                                                  | 4F04 |
| 7  | Le Gros Petit Ami de Lisa         | Lisa's Date with Density                          | Le gros petit ami de Lisa              | -                                                          | -                                                                  | 4F01 |
| 8  | Une crise de Ned                  | Hurricane Neddy                                   | Une crise de Ned                       | -                                                          | -                                                                  | 4F07 |
| 9  | Le Mystérieux Voyage d'Homer      | El Viaje de Nuestro Jomer                         | Le voyage mystérieux d'Homer           | -                                                          | -                                                                  | 3F24 |
| 10 | Aux frontières du réel            | The Springfield Files                             | Aux frontières du réel, Homer continue | The truth is not out there.                                | « La vérité n'est pas ailleurs. »                                  | 3G01 |
| 11 | Pour quelques bretzels de plus    | The Twisted World of Marge Simpson                | Pour quelques bretzels de plus         | I am not licensed to do anything.                          | « Je ne suis autorisé à rien faire. »                              | 4F08 |
| 12 | La Montagne en folie              | Mountain of Madness                               | La montagne en folie                   | -                                                          | -                                                                  | 4F10 |
| 13 | Shary Bobbins                     | Simpsoncalifragilisticexpiala(Annoyed Grunt)cious | Shary Bobbins                          | I will not hide the teacher's prozac.                      | « Je ne cacherai pas le Prozac du prof. »                          | 3G03 |
| 14 | Itchy, Scratchy et Poochie        | The Itchy & Scratchy & Poochie Show               | Itchy & Scratchy et Poochie            | -                                                          | -                                                                  | 4F12 |
| 15 | La Phobie d'Homer                 | Homer’s Phobia                                    | La phobie d'Homer                      | -                                                          | -                                                                  | 4F11 |
| 16 | Les Frères ennemis                | Brother From Another Series                       | Les frères ennemis                     | -                                                          | -                                                                  | 4F14 |
| 17 | À bas la baby-sitter !            | My Sister, My Sitter                              | À bas les baby-sitters !               | -                                                          | -                                                                  | 4F13 |
| 18 | Homer, le baron de la bière       | Homer vs. the Eighteenth Amendment                | Homer le baron de la bière             | -                                                          | -                                                                  | 4F15 |
| 19 | L'Amour pédagogique               | Grade School Confidential                         | L'amour pédagogique !                  | -                                                          | -                                                                  | 4F09 |
| 20 | Un chien de ma chienne            | The Canine Mutiny                                 | Un chien de ma chienne                 | A fire drill does not demand a fire.                       | « Un exercice d'alerte incendie n'implique pas de mettre le feu. » | 4F16 |
| 21 | Le Vieil Homme et Lisa            | The Old Man and the Lisa                          | Le Vieil Homme et Lisa                 | -                                                          | -                                                                  | 4F17 |
| 22 | Je crois en Marge                 | In Marge We Trust                                 | Je crois en Marge                      | -                                                          | -                                                                  | 4F18 |
| 23 | L'Ennemi d'Homer                  | Homer's Enemy                                     | L'ennemi d'Homer                       | -                                                          | -                                                                  | 4F19 |
| 24 | Les Vrais-Faux Simpson            | The Simpsons Spin-Off Showcase                    | Les vrais-faux Simpson                 | -                                                          | -                                                                  | 4F20 |
| 25 | La Guerre secrète de Lisa Simpson | The Secret War of Lisa Simpson                    | La guerre secrète de Lisa Simpson      | -                                                          | -                                                                  | 4F21 |

## Saison 9 (1997-1998)
| #  | Titre français                  | Titre original                         | Titre québécois                 | Phrase écrite au tableau noir                | Traduction française                                       | Code |
| -- | ------------------------------- | -------------------------------------- | ------------------------------- | -------------------------------------------- | ---------------------------------------------------------- | ---- |
| 1  | Homer contre New York           | The City of New York vs. Homer Simpson | Homer contre New York           | -                                            | -                                                          | 4F22 |
| 2  | Le Principal principal          | The Principal and the Pauper           | Le principal principal          | -                                            | -                                                          | 4F23 |
| 3  | Le Saxe de Lisa                 | Lisa's Sax                             | Le Saxe de Lisa                 | I no longer want my MTV.                     | « Je ne veux plus de MTV. »                                | 3G02 |
| 4  | Simpson Horror Show VIII        | Treehouse of Horror VIII               | Spécial Halloween VIII          | -                                            | -                                                          | 5F02 |
| 5  | Le Papa flingueur               | The Cartridge Family                   | Le papa flingueur               | Everyone is tired of that Richard Gere story | Tout le monde en a assez de cette histoire de Richard Gere | 5F01 |
| 6  | Fou de foot                     | Bart Star                              | Fou de foot                     | I did not invent Irish dancing               | Je n'ai pas inventé la danse irlandaise                    | 5F03 |
| 7  | Mère hindoue, fils indigne      | The Two Mrs. Nahasapeemapetilons       | Mère indoue, fils indigne       | -                                            | -                                                          | 5F04 |
| 8  | Les Ailes du délire             | Lisa the Skeptic                       | Les ailes du délire             | I will not tease fatty                       | Je ne taquinerai plus Bouboule                             | 5F05 |
| 9  | Marge Business                  | Realty Bites                           | Marge business                  | There was no Roman god named 'Fartacus'      | Il n'y a pas de dieu romain appelé « Pétocus »             | 5F06 |
| 10 | Un Noël d'enfer                 | Miracle on Evergreen Terrace           | Noël d'enfer                    | Rudolph's red nose is not alcohol-related    | Le nez rouge de Rudolph n'a rien à voir avec l'alcool      | 5F07 |
| 11 | Simpsonnerie chantante          | All Singing, All Dancing               | Simpsonnerie chantante          | -                                            | -                                                          | 5F24 |
| 12 | Un drôle de manège              | Bart Carny                             | Un drôle de manège              | -                                            | -                                                          | 5F08 |
| 13 | Un coup de pied aux cultes      | The Joy of Sect                        | Un coup de pied aux cultes      | Shooting paintballs is not an art form       | Tirer des paint balls n'est pas une forme d'art            | 5F23 |
| 14 | Les Petits Sauvages             | Das Bus                                | Les petits sauvages             | -                                            | -                                                          | 5F11 |
| 15 | La Dernière Tentation de Krusty | The Last Temptation of Krusty          | La dernière tentation de Krusty | Pain is not the cleanser                     | Souffrir n'est pas un moyen de se purifier                 | 5F10 |
| 16 | Pour l'amour de Moe             | Dumbbell Indemnity                     | Pour l'amour de Moe             | Silly string is not a nasal spray            | Une bombe serpentin n'est pas un spray nasal               | 5F12 |
| 17 | La Malédiction des Simpson      | Lisa the Simpson                       | La malédiction des Simpson      | -                                            | -                                                          | 4F24 |
| 18 | La Clé magique                  | This Little Wiggy                      | La Clé magique                  | I was not told to do this                    | On ne m'a pas dit de faire ça                              | 5F13 |
| 19 | Un Homer à la mer               | Simpson Tide                           | Un Homer à la mer               | My butt does not deserve a website           | Mes fesses ne méritent pas d'avoir un site internet        | 3G04 |
| 20 | Pour quelques milliards de plus | The Trouble With Trillions             | Pour quelques milliards de plus | I won't demand what I am worth.              | « Je n'exigerai plus ce que je vaux. »                     | 5F14 |
| 21 | Le Journal de Lisa Simpson      | Girlie Edition                         | Le Journal de Lisa Simpson      | -                                            | -                                                          | 5F15 |
| 22 | Vive les éboueurs               | Trash of the Titans                    | Vive les éboueurs               | -                                            | -                                                          | 5F09 |
| 23 | L'Abominable Homer des neiges   | King of the Hill                       | L'Abominable homme des neiges   | -                                            | -                                                          | 5F16 |
| 24 | Le Bus fatal                    | Lost Our Lisa                          | Le bus fatal                    | I am not the new Dalai Lama                  | Je ne suis pas le nouveau Dalaï Lama                       | 5F17 |
| 25 | Chéri, fais-moi peur            | Natural Born Kissers                   | Chéri, fais-moi peur            | I was not the inspiration for Kramer         | Ce n'est pas moi qui ait inspiré le personnage de Kramer   | 5F18 |

## Saison 10 (1998-1999)
| #  | Titre français                    | Titre original                               | Titre québécois                      | Phrase écrite au tableau noir               | Traduction française                                    | Code   |
| -- | --------------------------------- | -------------------------------------------- | ------------------------------------ | ------------------------------------------- | ------------------------------------------------------- | ------ |
| 1  | La Graisse antique                | Lard of the Dance                            | La danse du saintdoux                | -                                           | -                                                       | 5F20   |
| 2  | La Dernière Invention d'Homer     | The Wizard of Evergreen Terrace              | Le génie de la terrasse Evergreen    | I will not file frivolous lawsuits          | Je n'intenterai pas de procès pour rire                 | 5F21   |
| 3  | Lézards populaires                | Bart the Mother                              | Bart : mère couveuse                 | -                                           | -                                                       | 5F22   |
| 4  | Simpson Horror Show IX            | Treehouse of Horror IX                       | Spécial Halloween IX                 | The Simpsons Halloween Special IX           | Les Simpson Spécial Halloween IX                        | AABF01 |
| 5  | Homer fait son cinéma             | When You Dish Upon a Star                    | Ragots de vedettes                   | butt.butt is not my e-mail address          | cul.cul n'est pas mon adresse électronique              | 5F19   |
| 6  | Hippie Hip Hourra !               | D'oh-in' in the Wind                         | D’oh-maire-tas                       | No one cares what my definition of 'is' is. | « être ou ne pas être : Personne ne pose la question. » | AABF02 |
| 7  | Lisa a la meilleure note          | Lisa Gets an "A"                             | La bonne note de Lisa                | I will not scream for ice cream.            | « Je ne mettrai plus ma face dans la glace. »           | AABF03 |
| 8  | Touche pas à mon rein             | Homer Simpson in: "Kidney Trouble"           | Homer Simpson dans « un tour rein »  | I am not a licensed hairstylist.            | « Je ne suis pas coiffeur diplômé. »                    | AABF04 |
| 9  | Homer, garde du corps             | Mayored to the Mob                           | Mairie à la pègre                    | 'The President did it' is not an excuse.    | « "C'est la faute du président" n'est pas une excuse. » | AABF05 |
| 10 | Fiesta à Las Vegas                | Viva Ned Flanders                            | Viva Ned Flanders                    | My mother is not dating Jerry Seinfeld      | Ma mère ne sort pas avec Jerry Seinfeld                 | AABF06 |
| 11 | Sbartacus                         | Wild Barts Can't Be Broken                   | On n'enferme pas les Bart sauvages   | Sherri does not 'got back'                  | Sherri ne « revien » pas                                | AABF07 |
| 12 | Les Prisonniers du stade          | Sunday, Cruddy Sunday                        | Un beau dimanche pourri              | I will not do the Dirty Bird                | Je ne me pavanerai pas comme un paon                    | AABF08 |
| 13 | Max Simpson                       | Homer to the Max                             | Homer au max                         | No one wants to hear about my sciatica      | Tout le monde se moque de ma sciatique                  | AABF09 |
| 14 | L'Amour au curry                  | I'm With Cupid                               | Massacre de la Saint-Valentin        | Hillbillies are people too                  | Les ploucs aussi sont des êtres humains                 | AABF11 |
| 15 | La Femme au volant                | Marge Simpson in: "Screaming Yellow Honkers" | Prenez le violent                    | Grammar is not a time of waste              | La grammaire n'est pas une perte de temps               | AABF10 |
| 16 | C'est dur la culture              | Make Room For Lisa                           | Une place pour Lisa                  | I do not have diplomatic immunity           | Je n'ai pas l'immunité diplomatique                     | AABF12 |
| 17 | Beau comme un camion              | Maximum Homerdrive                           | Homer au Volant                      | It does not suck to be you                  | Ça ne craint pas d'être vous                            | AABF13 |
| 18 | Les Simpson dans la Bible         | Simpsons Bible Stories                       | Histoires bibliques                  | I cannot absolve sins                       | Je ne peux pas absoudre les péchés                      | AABF14 |
| 19 | Le Chef-d'œuvre d'Homer           | Mom and Pop Art                              | Le raté global                       | A trained ape could not teach gym.          | « Un singe ne peut enseigner la gym. »                  | AABF15 |
| 20 | Les vieux sont tombés sur la tête | The Old Man and the "C" Student              | Le jeune homme et la mer             | Loose teeth don't need my help.             | « Une dent qui bouge tombe toute seule. »               | AABF16 |
| 21 | L'amour ne s'achète pas           | Monty Can't Buy Me Love                      | Le monde aime mieux Montgomery Burns | I have neither been there nor done that     | Je n'y étais pas et ce n'est pas moi qui l'ai fait      | AABF17 |
| 22 | Les Gros Q.I.                     | They Saved Lisa's Brain                      | La Bande des Q.I.                    | No one wants to hear from my armpits        | Personne n'a envie d'entendre parler mes aisselles      | AABF18 |
| 23 | Le Pire du Soleil-Levant          | 30 Minutes Over Tokyo                        | D'oh-gun                             | I'm so very tired                           | Je suis tellement fatigué                               | AABF20 |

## Saison 11 (1999-2000)
| #  | Titre français                            | Titre original                         | Titre québécois                         | Phrase écrite au tableau noir              | Traduction française                                                 | Code   |
| -- | ----------------------------------------- | -------------------------------------- | --------------------------------------- | ------------------------------------------ | -------------------------------------------------------------------- | ------ |
| 1  | Mel Gibson les cloches                    | Beyond Blunderdome                     | Mad Homer: Au-delà du d'Oh de tonnerre  | Fridays are not really 'pants optional     | Les pantalons ne sont pas facultatifs le vendredi                    | AABF23 |
| 2  | La Pilule qui rend sage                   | Brother's Little Helper                | Le Croqueur de pilules                  | Pork is not a verb.                        | « Porc n'est pas un verbe. »                                         | AABF22 |
| 3  | La Critique du lard                       | Guess Who's Coming to Criticize Dinner | Devine qui vient critiquer le dîner     | I am not The Last Don                      | Je ne suis pas le dernier parrain de la mafia                        | AABF21 |
| 4  | Simpson Horror Show X                     | Treehouse of Horror X                  | Spécial d’Halloween X                   | -                                          | -                                                                    | BABF01 |
| 5  | Une récolte d'enfer                       | E-I-E-I-(Annoyed Grunt)                | EIEI : Les Arpents Bruns                | I did not win the Nobel Fart Prize         | Je n'ai pas gagné le prix Nobel du pet                               | BABF02 |
| 6  | Homer perd la boule                       | Hello Gutter, Hello Fadder             | En roulant ma boule                     | I won't not use no double negatives        | Je n'emploierai pas aucune négation double                           | AABF19 |
| 7  | Huit d'un coup                            | Eight Misbehavin                       | Dix moutons, neuf moutons, huit marmots | Indian burns are not our cultural heritage | Les brûlures indiennes ne font pas partie de notre héritage culturel | BABF03 |
| 8  | Homer et sa bande                         | Take My Wife, Sleaze                   | Vieux Motard que jamais                 | I can't see dead people.                   | « Je ne vois pas les morts. »                                        | BABF05 |
| 9  | Un jouet qui tue                          | Grift of the Magi                      | Le Père Noël est un escroc              | I will not sell my kidney on eBay.         | « Je ne vendrai pas mes reins sur Internet. »                        | BABF07 |
| 10 | Big Mama Lisa                             | Little Big Mom                         | Bonne mère malgré tout                  | I will not create art from dung            | Je ne ferai pas d'art avec de la crotte                              | BABF04 |
| 11 | Il était une « foi »                      | Faith Off                              | Si la vie éternelle vous intéresse      | I will stop 'phoning it in.                | « J'arrêterai de m'en ficher. »                                      | BABF06 |
| 12 | La Grande Vie                             | The Mansion Family                     | Les Simpson déménagent                  | Class clown is not a paid position         | Le clown de la classe n'est pas rémunéré                             | BABF08 |
| 13 | Courses épiques                           | Saddlesore Galactica                   | La Soirée du jockey                     | Substitute teachers are not scabs.         | « Les profs remplaçants ne sont pas des vendus. »                    | BABF09 |
| 14 | Adieu Maude                               | Alone Again Natura-Diddly              | Veuf et célibataire                     | My suspension was not 'mutual.'            | « Je n'ai pas demandé cette suspension. »                            | BABF10 |
| 15 | Missionnaire impossible                   | Missionary Impossible                  | Missionnaire : Impossible               | A belch is not an oral report              | Un rot n'est pas un compte-rendu oral                                | BABF11 |
| 16 | Bière qui coule amasse mousse             | Pygmoelian                             | Pygmoelion                              | Dodgeball stops at the gym door            | Pas de "balle aux prisonniers" dans le gymnase                       | BABF12 |
| 17 | Les Simpson dans 30 ans                   | Bart to the Future                     | Les Enfants de l'avenir                 | Non-flammable is not a challenge.          | « Ininflammable n'est pas un défi. »                                 | BABF13 |
| 18 | Sobre Barney « Alcooliques Non Anonymes » | Days of Wine and D'Oh'ses              | Arrête de boire                         | I was not touched 'there' by an angel.     | « Ce n'est pas un ange qui m'a touché du doigt. »                    | BABF14 |
| 19 | Folie homérique                           | Kill the Alligator and Run             | Prends l'alligator et tire-toi          | I am not here on a fartball scholarship    | Je ne suis pas ici pour apprendre le « Prout-ball »                  | BABF16 |
| 20 | Tais-toi et danse !                       | Last Tap Dance in Springfield          | Le Dernier Continental à Springfield    | I will not dance on anyone's grave.        | « Je ne danserai sur la tombe de personne. »                         | BABF15 |
| 21 | Marge Folies                              | It's a Mad, Mad, Mad, Mad Marge        | Une Marge folle folle folle             | I cannot hire a substitute student         | Je ne peux pas embaucher d'élève remplaçant                          | BABF18 |
| 22 | Derrière les rires                        | Behind the Laughter                    | Biographies : Les Simpson               | I will not obey the voices in my head      | Je n'obéirai pas aux voix qui parlent dans ma tête                   | BABF19 |

## Saison 12 (2000-2001)
| #  | Titre français                   | Titre original                 | Titre québécois                      | Phrase écrite au tableau noir                     | Traduction française                                                | Code   |
| -- | -------------------------------- | ------------------------------ | ------------------------------------ | ------------------------------------------------- | ------------------------------------------------------------------- | ------ |
| 1  | Simpson Horror Show XI           | Treehouse of Horror XI         | Spécial d’Halloween XI               | -                                                 | -                                                                   | BABF21 |
| 2  | La Bataille des deux Springfield | A Tale of Two Springfields     | Un code, une ville                   | I will not plant subliminal messagores.           | « Je n'utiliserai pas de messagores subliminaux. »                  | BABF20 |
| 3  | Une fille de clown               | Insane Clown Poppy             | La fille du clown est triste         | I will not surprise the incontinent.              | « Je ne ferai pas peur aux incontinents. »                          | BABF17 |
| 4  | Touche pas à ma forêt            | Lisa the Treehugger            | Lisa sauve la planète                | I am not the acting President                     | Je ne suis pas le président par intérim                             | CABF01 |
| 5  | La Dignité d'Homer               | Homer vs. Dignity              | Le Fou du roi                        | I was not the Sixth Beatle                        | Je n'étais pas le sixième Beatle                                    | CABF04 |
| 6  | Le Site inter (pas) net d'Homer  | The Computer Wore Menace Shoes | Homer et son site Internet           | I will only provide a urine sample when asked.    | « Je ne fournirai un échantillon d'urine que si on me le réclame. » | CABF02 |
| 7  | Les Escrocs                      | The Great Money Caper          | L'Arnaque 2 : une affaire de famille | The nurse is not dealing                          | L'infirmière n'est pas un dealer                                    | CABF03 |
| 8  | À bas le sergent Skinner         | Skinner's Sense of Snow        | La Tempête du siècle                 | Science class should not end in tragedy           | Les sciences sociales ne devraient pas se finir en tragédie         | CABF06 |
| 9  | Le Cerveau                       | HOMR                           | Activité coloriage                   | Network TV is not dead.                           | « Les chaînes de télé nationales ne sont pas mortes. »              | BABF22 |
| 10 | L'Orgueil du puma                | Pokey Mom                      | Marge et ses prisonniers             | I will not 'let the dogs out."                    | « Je ne laisserai pas "Sortir les chiens." »                        | CABF05 |
| 11 | Le Pire Épisode                  | Worst Episode Ever             | Pire Épisode de l'Histoire           | I will not hide the teacher's medication.         | « Je ne cacherai pas les cachets de la maîtresse. »                 | CABF08 |
| 12 | Tennis la malice                 | Tennis the Menace              | Tennis la petite peste               | I will not publish the principal's credit report  | Je ne publierai pas l'état de solvabilité du principal              | CABF07 |
| 13 | La Vengeance du clown            | Day of the Jackanapes          | Dernier Tour de piste                | The hamster did not have a 'full life'            | Le hamster n'a pas eu une vie épanouie                              | CABF10 |
| 14 | Bart et son boys band            | New Kids on the Blecch         | Les New Kids On The Bart             | I will not buy a presidential pardon              | Je n'achèterai pas la grâce présidentielle                          | CABF12 |
| 15 | Homer fait la grève de la faim   | Hungry Hungry Homer            | Ventre plein n'a pas d'Homer         | Temptation Island was not a sleazy piece of crap. | « "L'île de la tentation" n'est pas de la télé-réalité minable. »   | CABF09 |
| 16 | La Brute et les Surdoués         | Bye Bye Nerdy                  | La Classe de tous les dangers        | I will not scare the vice president.              | « Je n'effraierai pas le Vice-Président. »                          | CABF11 |
| 17 | Le Safari des Simpson            | Simpsons Safari                | Les Simpson au Congo                 | I will not flush evidence                         | Je ne tirerai pas la chasse pour me débarrasser des preuves         | CABF13 |
| 18 | Triple Erreur                    | Trilogy of Error               | Si tu donnes un pouce...             | Fire is not the cleanser                          | Le feu n'est pas un détergent                                       | CABF14 |
| 19 | Le Miracle de Maude              | I'm Goin' to Praise Land       | Le seigneur est mon parc Belmont     | Genetics is not an excuse                         | « C'est dans mes gênes », n'est pas une excuse valable              | CABF15 |
| 20 | La Garderie d'Homer              | Children of a Lesser Clod      | La Cave qui berce l'enfant           | Today is not Mothra's Day.                        | « Aujourd'hui, ce n'est pas la fête de Mothra. »                    | CABF16 |
| 21 | Histoires de clochard            | Simpsons Tall Tales            | La Légende du géant Homer            | I should not be twenty-one by now.                | « Je ne devrais pas avoir 21 ans. »                                 | CABF17 |

## Saison 13 (2001-2002)
| #  | Titre français                  | Titre original                | Titre québécois                       | Phrase écrite au tableau noir                        | Traduction française                                            | Code   |
| -- | ------------------------------- | ----------------------------- | ------------------------------------- | ---------------------------------------------------- | --------------------------------------------------------------- | ------ |
| 1  | Simpson Horror Show XII         | Treehouse of Horror XII       | Spécial d’Halloween XII               | -                                                    | -                                                               | CABF19 |
| 2  | Les parents trinquent           | The Parent Rap                | Outrage aux parents                   | Nobody reads these anymore.                          | « Plus personne ne lit ceci. »                                  | CABF22 |
| 3  | Les Maux de Moe                 | Homer the Moe                 | Homer à boire                         | A burp in a jar is not a science project.            | « Un rot dans un bocal n'est pas une expérience scientifique. » | CABF20 |
| 4  | Aphrodite Burns                 | Hunka Hunka Burns in Love     | Burns l'aime, elle non plus           | Fun does not have a size                             | C'est pas parce que c'est gros que c'est drôle                  | CABF18 |
| 5  | La Vieille Peur d'Homer         | The Blunder Years             | Les 400 D'oh                          | I am not Charlie Brown on acid.                      | « Je ne suis pas Charlie Brown sous acide. »                    | CABF21 |
| 6  | Sans foi ni toit                | She of Little Faith           | Femme de peu de foi                   | I do not have a cereal named after me.               | « Je n'ai pas de céréales à mon nom. »                          | DABF02 |
| 7  | Un homme et deux femmes         | Brawl in the Family           | Quelle chicane de famille             | -                                                    | -                                                               | DABF01 |
| 8  | La Chasse au sucre              | Sweets and Sour Marge         | La méthode Marge-tignac               | -                                                    | -                                                               | DABF03 |
| 9  | Austère Homer                   | Jaws Wired Shut               | Le masque de fer blanc                | -                                                    | -                                                               | DABF05 |
| 10 | Proposition à demi indécente    | Half-Decent Proposal          | Proposition impossible                | I will not bite the hand that feeds me Butterfingers | Je ne mordrai pas la main qui me nourrit de bisquits            | DABF04 |
| 11 | La Passion selon Bart           | The Bart Wants What It Wants  | Le Bart a ses raisons                 | The Giving Tree is not a chump.                      | « L'arbre généreux n'est pas un abruti. »                       | DABF06 |
| 12 | Adieu cow-boy                   | The Lastest Gun in the West   | Le cowboy fait le tour de Springfield | Making Milhouse cry is not a science project         | Faire pleurer Milhouse n'est pas un devoir de science           | DABF07 |
| 13 | La Dernière Folie de grand-père | The Old Man and the Key       | Le vieil homme et la clé              | -                                                    | -                                                               | DABF09 |
| 14 | To Bart or not to Bart          | Tales from the Public Domain  | Contes du domaine public              | Vampire is not a career choice                       | Vampire ce n'est pas un choix de carrière                       | DABF08 |
| 15 | Aventures au Brésil             | Blame It on Lisa              | Lisa rève à Rio                       | -                                                    | -                                                               | DABF10 |
| 16 | L'Herbe médicinale              | Weekend at Burnsie's          | Stone, Homer est stone                | -                                                    | -                                                               | DABF11 |
| 17 | Tout sur Homer                  | Gump Roast                    | Le déclin de l'empire Simpson         | -                                                    | -                                                               | DABF12 |
| 18 | Papa furax                      | I Am Furious Yellow           | Su-Père Choqué                        | -                                                    | -                                                               | DABF13 |
| 19 | Apu puni                        | The Sweetest Apu              | Apu de souffle                        | I will never lie about being cancelled again         | Je ne mentirai plus à propos d'un arrêt de la série             | DABF14 |
| 20 | La Double Vie de Lisa           | Little Girl in the Big Ten    | Bac et boule de neige                 | -                                                    | -                                                               | DABF15 |
| 21 | Une chaise pour deux            | The Frying Game               | Chaise académie                       | -                                                    | -                                                               | DABF16 |
| 22 | Flic de choc                    | Poppa's Got a Brand New Badge | Les enquêtes gros-bedon               | -                                                    | -                                                               | DABF17 |

## Saison 14 (2002-2003)
| #  | Titre français              | Titre original                   | Titre québécois                               | Phrase écrite au tableau noir                | Traduction française                                                | Code   |
| -- | --------------------------- | -------------------------------- | --------------------------------------------- | -------------------------------------------- | ------------------------------------------------------------------- | ------ |
| 1  | Simpson Horror Show XIII    | Treehouse of Horror XIII         | Spécial d’Halloween XIII                      | -                                            | -                                                                   | DABF19 |
| 2  | Homer Like a Rolling Stone  | How I Spent My Strummer Vacation | Homer revient toujours au Rock'n'Roll         | -                                            | -                                                                   | DABF22 |
| 3  | Frère et Sœur ennemis       | Bart vs. Lisa vs. 3rd Grade      | L'Un redouble, l'autre pas                    | Fish do not like cofee                       | Les poissons n'aiment pas le café                                   | DABF20 |
| 4  | La Nouvelle Marge           | Large Marge                      | Y'a de la Marge au balcon                     | -                                            | -                                                                   | DABF18 |
| 5  | Reality chaud               | Helter Shelter                   | Occupation Quintuple                          | Milhouse did not test cootie positive        | Milhouse n'a pas été testé positif au poux                          | DABF21 |
| 6  | Qui veut tuer Homer ?       | The Great Louse Detective        | Qui veut la peau de Homer Simpson ?           | -                                            | -                                                                   | EABF01 |
| 7  | Pour l'amour d'Edna         | Special Edna                     | L'Éruption de l'Edna                          | -                                            | -                                                                   | EABF02 |
| 8  | Pour l'amour de Lisa        | The Dad Who Knew Too Little      | Le Père qui en savait trop peu                | -                                            | -                                                                   | EABF03 |
| 9  | Les Muscles de Marge        | Strong Arms of the Ma            | Quand elle me tient dans ses bras             | This school does not need a 'regime change.' | « L'école n'a pas besoin d'un "changement de régime." »             | EABF04 |
| 10 | La Foi d'Homer              | Pray Anything                    | Ne priez rien avant juin de l'année prochaine | SpongeBob is not a contraceptive             | Bob l'éponge n'est pas un contraceptif                              | EABF06 |
| 11 | Homer va le payer           | Barting Over                     | Chambre en Bart                               | I will not...                                | « Je ne ferai pas. » (puis Bart détruit le tableau à coup de hache) | EABF05 |
| 12 | La Reine de l'orthographe   | I'm Spelling as Fast as I Can    | J'épelle au loin                              | -                                            | -                                                                   | EABF07 |
| 13 | Le Péché de Ned             | A Star is Born Again             | La Conversion d'une star                      | -                                            | -                                                                   | EABF08 |
| 14 | Le Député Krusty            | Mr. Spritz Goes to Washington    | À hauteur de clown                            | -                                            | -                                                                   | EABF09 |
| 15 | Homer patron de la centrale | C. E. D'oh !                     | Le Beigne du businessman                      | -                                            | -                                                                   | EABF10 |
| 16 | La Guerre pour les étoiles  | Scuse Me While I Miss the Sky    | La Guéguerre des étoiles                      | -                                            | -                                                                   | EABF11 |
| 17 | Le Gay Pied                 | Three Gays of the Condo          | L'Idiot du village                            | -                                            | -                                                                   | EABF12 |
| 18 | Le Tube qui tue             | Dude, Where's My Ranch ?         | Les Apprentis-gnochons                        | -                                            | -                                                                   | EABF13 |
| 19 | Le Chien-chien à son Homer  | Old Yeller-Belly                 | Les Dents de la bière                         | My pen is not a booger launcher.             | « Mon stylo n'est pas un lance-crottes de nez. »                    | EABF14 |
| 20 | Marge, chauffeur de maître  | Brake My Wife, Please            | Zéro de conduite                              | -                                            | -                                                                   | EABF15 |
| 21 | Et la cavalerie arriva      | The Bart of War                  | Les Tuques de la guerre                       | Sandwiches should not contain sand.          | « Il ne devrait pas y avoir de sable dans les sandwichs. »          | EABF16 |
| 22 | Moe, le baby-sitter         | Moe Baby Blues                   | Prendre un enfant par le Moe                  | -                                            | -                                                                   | EABF17 |

## Saison 15 (2003-2004)
| #  | Titre français                            | Titre original                                                    | Titre québécois                            | Phrase écrite au tableau noir                      | Traduction française                                     | Code   |
| -- | ----------------------------------------- | ----------------------------------------------------------------- | ------------------------------------------ | -------------------------------------------------- | -------------------------------------------------------- | ------ |
| 1  | Simpson Horror Show XIV                   | Treehouse of Horror XIV                                           | Spécial d’Halloween XIV                    | -                                                  | -                                                        | EABF21 |
| 2  | Une mamie hors la loi                     | My Mother the Carjacker                                           | Jamais sans ma mère                        | -                                                  | -                                                        | EABF18 |
| 3  | Sois belle et tais-toi !                  | The President Wore Pearls                                         | En veillant su'l perron                    | -                                                  | -                                                        | EABF20 |
| 4  | Homer rentre dans la reine                | The Regina Monologues                                             | Y'avait t'un prisonnier                    | -                                                  | -                                                        | EABF22 |
| 5  | La Bête de la bête                        | The Fat and the Furriest                                          | L'obèse et la bête                         | -                                                  | -                                                        | EABF19 |
| 6  | Enfin clown                               | Today, I am a Clown                                               | Un Krusty sur le toit                      | Over forty and single is not funny                 | Célibataire après 40 ans, y'a pas de quoi rire           | FABF01 |
| 7  | Père Noël sans frontières                 | 'Tis the Fifteenth Season                                         | Noël Jaune                                 | -                                                  | -                                                        | FABF02 |
| 8  | Allocutions familiales                    | Marge vs. Singles, Seniors, Childless Couples and Teens, and Gays | Bébérama                                   | -                                                  | -                                                        | FABF03 |
| 9  | Robotflop                                 | I, (Annoyed Grunt)-Bot                                            | Monsieur le robot                          | -                                                  | -                                                        | FABF04 |
| 10 | Tout un roman !                           | Diatribe of a Mad Housewife                                       | Le roman-savon de Marge                    | -                                                  | -                                                        | FABF05 |
| 11 | En Marge de l'histoire                    | Margical History Tour                                             | En Marge de l'histoire                     | -                                                  | -                                                        | FABF06 |
| 12 | Un gros soûl, des gros sous               | Milhouse Doesn’t Live Here Anymore                                | Cent heures de solitude                    | -                                                  | -                                                        | FABF07 |
| 13 | Quel gros Q.I. !                          | Smart and Smarter                                                 | Génie en herbe                             | -                                                  | -                                                        | FABF09 |
| 14 | Coup de poker                             | The Ziff Who Came to Dinner                                       | Retour de flamme                           | I will not speculate on how hot teacher used to be | Je ne me demanderai pas si la maîtresse était sexy avant | FABF08 |
| 15 | Boire et déboires                         | Co-Dependent's Day                                                | Un soûlon c'est bien mais deux c'est mieux | -                                                  | -                                                        | FABF10 |
| 16 | Fugue pour menottes à quatre mains        | The Wandering Juvie                                               | La forte du pénitencier                    | -                                                  | -                                                        | FABF11 |
| 17 | Klingon, j'arrive                         | My Big Fat Geek Wedding                                           | Le barbant de Séville                      | -                                                  | -                                                        | FABF12 |
| 18 | Attrapez-nous si vous pouvez              | Catch 'em If You Can                                              | La course après du monde                   | -                                                  | -                                                        | FABF14 |
| 19 | Tartman, le vengeur masqué                | Simple Simpson                                                    | J'aurais voulu être un tartiste            | -                                                  | -                                                        | FABF15 |
| 20 | Ma plus belle histoire d'amour, c'est toi | The Way We Weren't                                                | Donne-moi ta bouche                        | -                                                  | -                                                        | FABF13 |
| 21 | Le Drapeau... potin de Bart               | Bart-Mangled Banner                                               | L'amer drapeau                             | -                                                  | -                                                        | FABF17 |
| 22 | Le Canard déchaîné                        | Fraudcast News                                                    | Convergence d'opinions                     | -                                                  | -                                                        | FABF18 |

## Saison 16 (2004-2005)
| #  | Titre français                        | Titre original                       | Titre québécois                           | Phrase écrite au tableau noir         | Traduction française                                                | Code   |
| -- | ------------------------------------- | ------------------------------------ | ----------------------------------------- | ------------------------------------- | ------------------------------------------------------------------- | ------ |
| 1  | Simpson Horror Show XV                | Treehouse of Horror XV               | Spécial d’Halloween XV                    | -                                     | -                                                                   | FABF23 |
| 2  | Tous les goûts sont permis            | All's Fair in Oven War               | Cuisiner c'est trop dur                   | -                                     | -                                                                   | FABF20 |
| 3  | Coucher avec l'ennemi                 | Sleeping With The Enemy              | La grande adoption                        | -                                     | -                                                                   | FABF19 |
| 4  | Le Mal de mère                        | She Used to Be My Girl               | Profession: Reporter (et baveuse)         | Poking a dead raccoon is not research | Remuer un raton-laveur mort avec un bâton n'est pas de la recherche | FABF19 |
| 5  | Business Bart                         | Fat Man And Little Boy               | Père moron, Fils manqué                   | -                                     | -                                                                   | FABF21 |
| 6  | Papy fait de la contrebande           | Midnight Rx                          | On trouve de tout, même un pays           | -                                     | -                                                                   | FABF16 |
| 7  | Maman de bar                          | Mommie Beerest                       | Tu es bière, et sur cette bière           | -                                     | -                                                                   | GABF01 |
| 8  | Déluge au stade                       | Homer And Ned's Hail Mary Pass       | La Passion du Football                    | -                                     | -                                                                   | GABF02 |
| 9  | Le Rap de Bart                        | Pranksta Rap                         | Le Rap du Rapt                            | -                                     | -                                                                   | GABF03 |
| 10 | Mariage à tout prix                   | There's Something About Marrying     | Le mariage a un je-ne-sais-quoi           | -                                     | -                                                                   | GABF04 |
| 11 | Qui s'y frotte s'y pique              | On A Clear Day I Can't See My Sister | Cent pieds de solitude                    | Beer in a milk carton is not milk.    | « La bière dans une brique de lait, n'est pas du lait. »            | GABF05 |
| 12 | Bébé Nem                              | Goo Goo Gai Pan                      | Un numéro un pour emporter                | -                                     | -                                                                   | GABF06 |
| 13 | Mobile Homer                          | Mobile Homer                         | Marge de crédit                           | -                                     | -                                                                   | GABF07 |
| 14 | Le Bon, les Brutes et la Balance      | The Seven-Beer Snitch                | Le cinquième colon                        | -                                     | -                                                                   | GABF08 |
| 15 | Future Drama                          | Future-Drama                         | Les enfants de l'avenir                   | -                                     | -                                                                   | GABF12 |
| 16 | Une grosse tuile pour un toit         | Don't Fear The Roofer                | Un couvreur sur le toit                   | -                                     | -                                                                   | GABF10 |
| 17 | La Grande Malbouffe                   | The Heartbroke Kid                   | Le p'tit gros des glosettes               | -                                     | -                                                                   | GABF11 |
| 18 | Krusty chasseur de talents            | A Star Is Torn                       | L'idole des jaunes                        | -                                     | -                                                                   | GABF13 |
| 19 | Le Jugement dernier                   | Thank God, It's Doomsday             | La fin du monde devait être à sept heures | -                                     | -                                                                   | GABF14 |
| 20 | Diablesses chez Ned.com               | Home Away From Homer                 | Je suis loin de toi moron                 | A booger is not a bookmark            | Une crotte de nez n'est pas un marque-page                          | GABF15 |
| 21 | Le Père, le Fils et le Saint d'esprit | Father, Son and Holy Guest-Star      | Le père, le fils et l'artiste invité      | -                                     | -                                                                   | GABF09 |

## Saison 17 (2005-2006)
| #  | Titre français                  | Titre original                     | Titre québécois                     | Phrase écrite au tableau noir              | Traduction française                                      | Code   |
| -- | ------------------------------- | ---------------------------------- | ----------------------------------- | ------------------------------------------ | --------------------------------------------------------- | ------ |
| 1  | Ma femme s'appelle reviens      | Bonfire of the Manatees            | La Complainte des lamantins         | Does any kid still do this anymore ?       | Est-ce que les enfants font encore ça ?                   | GABF18 |
| 2  | Voyage au bout de la peur       | The girl who slept too little      | Madame et son fantôme               | -                                          | -                                                         | GABF16 |
| 3  | Serial piégeurs                 | Milhouse of Sand and Fog           | Milhouse se fait du cinéma          | -                                          | -                                                         | GABF19 |
| 4  | Simpson Horror Show XVI         | Treehouse of Horror XVI            | Spécial d'Halloween XVI             | -                                          | -                                                         | GABF17 |
| 5  | Le Fils à maman                 | Marge's Son Poisoning              | Prendre une tasse de thé, mon minou | -                                          | -                                                         | GABF20 |
| 6  | Homer maire !                   | See Homer Run                      | Si la tendance à pas se maintient   | -                                          | -                                                         | GABF21 |
| 7  | Un casse sans casse             | The Last of the Red Hat Mamas      | La dernière des tites mères rouges  | -                                          | -                                                         | GABF22 |
| 8  | Vendetta                        | The Italian Bob                    | Arrivederci Bob                     | -                                          | -                                                         | HABF02 |
| 9  | Histoires de Noël               | Simpsons Christmas Stories         | Il est jaune le divin enfant        | -                                          | -                                                         | HABF01 |
| 10 | Les deux font le père           | Homer's Paternity Coot             | Voyage au fond du père              | I am not smarter than the President        | Je ne suis pas plus intelligent que le président          | HABF03 |
| 11 | L'Indomptable                   | We're on the Road to D'owhere      | Onze, jaune, le père et manque      | Teacher was not dumped, It was mutual      | La prof n'a pas été plaquée, c'était une rupture mutuelle | HABF04 |
| 12 | Willie le gentleman             | My Fair Laddy                      | La mélodie du concierge             | -                                          | -                                                         | HABF05 |
| 13 | L'Histoire apparemment sans fin | The Seemingly Never-ending Story   | La déprime en cinq temps            | -                                          | -                                                         | HABF06 |
| 14 | Bart a deux mamans              | Bart Has Two Mommies               | Voyage au fond des mères            | -                                          | -                                                         | HABF07 |
| 15 | Échange d'épouses               | Homer Simpson, This Is Your Wife   | J'aime ta femme                     | I will not laminate dog doo                | Je ne laminerai pas les crottes de chien                  | HABF08 |
| 16 | Million Dollar Papy             | Million Dollar Abie                | La complainte d'Abraham             | I will not flip the classroom upside down. | « Je ne mettrai pas la classe sens dessus dessous. »      | HABF09 |
| 17 | Notre Homer qui êtes un dieu    | Kiss Kiss, Bang Bangalore          | Le temps d'une Inde                 | -                                          | -                                                         | HABF10 |
| 18 | Histoires d'eau                 | The Wettest Stories Ever Told      | Histoires d'eau                     | -                                          | -                                                         | HABF11 |
| 19 | Échec et math pour les filles   | Girls Just Want to Have Sums       | Comme un garçon                     | -                                          | -                                                         | HABF12 |
| 20 | À propos de Marge               | Regarding Margie                   | La mémoire dans la Marge            | I will not leak the plot of the movie      | Je ne dévoilerai pas l'intrigue du film                   | HABF13 |
| 21 | Le Vrai Descendant du singe     | The Monkey Suit                    | Genèse d'aujourd'hui                | "Je ne parle pas français" (en français)   | Je ne parle pas français                                  | HABF14 |
| 22 | Les Experts ami-ami             | Marge and Homer Turn a Couple Play | Homer et Marge : l'amour à coup sûr | Have a great summer, everyone              | Bonnes vacances à tous                                    | HABF16 |

## Saison 18 (2006-2007)
| #  | Titre français                                   | Titre original                                 | Titre québécois                                  | Phrase écrite au tableau noir          | Traduction française                                | Code   |
| -- | ------------------------------------------------ | ---------------------------------------------- | ------------------------------------------------ | -------------------------------------- | --------------------------------------------------- | ------ |
| 1  | Parrain par intérim                              | The Mook, the Chef, the Wife, and Her Homer    | Pizza Nostra                                     | -                                      | -                                                   | HABF15 |
| 2  | Les Baguettes magiques                           | Jazzy and the Pussycats                        | Parle parle, jazz jazz                           | -                                      | -                                                   | HABF18 |
| 3  | C'est moi qui l'ai fait !                        | Please Homer, Don't Hammer 'Em...              | Swing la Marge dans l'fond d'la boîte à outils   | -                                      | -                                                   | HABF20 |
| 4  | Simpson Horror Show XVII                         | Treehouse of Horror XVII                       | Spécial d'Halloween XVII                         | -                                      | -                                                   | HABF17 |
| 5  | Homer s'engage                                   | G.I. (Annoyed Grunt)                           | G.I. d'oh !                                      | We are not all naked under our clothes | On n'est pas tout nus sous nos vêtements            | HABF21 |
| 6  | Moe nia Lisa                                     | Moe'n'a Lisa                                   | Moe'N'a-Lisa                                     | -                                      | -                                                   | HABF19 |
| 7  | Marge reste de glace                             | Ice Cream of Margie (with the Light Blue Hair) | Bar laitier                                      | -                                      | -                                                   | HABF22 |
| 8  | Mon meilleur ennemi                              | The Haw-Hawed Couple                           | Mon meilleur ennemi                              | -                                      | -                                                   | JABF02 |
| 9  | Kill Gill, volumes 1 et 2                        | Kill Gil: Vols. 1 & 2                          | Tuer Gil, parties 1 et 2                         | Frankincense is not a monster          | Frankincense n'est pas un monstre                   | JABF01 |
| 10 | Les Aqua-tics                                    | The Wife Aquatic                               | Homer, qu'on voit danser                         | -                                      | -                                                   | JABF03 |
| 11 | La vengeance est un plat qui se mange trois fois | Revenge Is A Dish Best Served Three Times      | La vengeance est un plat qui se mange trois fois | -                                      | -                                                   | JABF05 |
| 12 | Little Big Lisa                                  | Little Big Girl                                | Un gars, une fille                               | -                                      | -                                                   | JABF04 |
| 13 | Tous les huit ans                                | Springfield Up                                 | Springfield en cinq temps !                      | -                                      | -                                                   | JABF07 |
| 14 | La Chorale des péquenots                         | Yokel Chords                                   | Chanson des colons                               | -                                      | -                                                   | JABF09 |
| 15 | Mariage plus vieux, mariage heureux              | Rome-old and Juli-eh                           | La Guerre des tubes                              | -                                      | -                                                   | JABF08 |
| 16 | Homerazzi                                        | Homerazzi                                      | Homerazzi                                        | Global Warming did not eat my homework | Le réchauffement planétaire n'avale pas mes devoirs | JABF06 |
| 17 | Marge piégée par le net                          | Marge Gamer                                    | Jeux interdits                                   | -                                      | -                                                   | JABF10 |
| 18 | L'Équipe des nuls                                | The Boys of Bummer                             | Mauvais perdants                                 | -                                      | -                                                   | JABF11 |
| 19 | Escroc à grande échelle                          | Crook and Ladder                               | L'Étoffe des héros                               | I will not look up what teacher makes  | Je ne vérifierai pas ce que fait le prof            | JABF13 |
| 20 | Petit Papa Noël super flic                       | Stop, or My Dog Will Shoot !                   | Bon Chien, Bad Cop                               | Pearls are not oyster barf             | Les perles ne sont pas le vomi des huîtres          | JABF12 |
| 21 | 24 Minutes                                       | 24 Minutes                                     | 24 minutes chrono                                | -                                      | -                                                   | JABF14 |
| 22 | Infos sans gros mot                              | You Kent Always Say What You Want              | L'affaire est dans le sacre                      | -                                      | -                                                   | JABF15 |

## Saison 19 (2007-2008)
| #  | Titre français                 | Titre original                              | Titre québécois                                     | Phrase écrite au tableau noir                  | Traduction française                                                               | Code   |
| -- | ------------------------------ | ------------------------------------------- | --------------------------------------------------- | ---------------------------------------------- | ---------------------------------------------------------------------------------- | ------ |
| 1  | Privé de jet privé             | He Loves to Fly and He D’ohs                | Si j’avais les ailes d’un twit                      | I will not wait 20 years to make another movie | Je n’attendrai pas 20 ans avant de faire un autre film                             | JABF20 |
| 2  | Le Barbier de Springfield      | The Homer of Seville                        | D'ohpéra de quatre sous                             | The Wall Street Journal is better than ever    | Le Wall Street Journal est meilleur que jamais                                     | JABF18 |
| 3  | Le Cow-boy des rues            | Midnight Towboy                             | Roues de fortune                                    | -                                              | -                                                                                  | JABF21 |
| 4  | La Marge et le Prisonnier      | I Don't Wanna Know Why the Caged Bird Sings | Un après-midi de Marge                              | I am not an FDIC-insured bank                  | Je ne suis pas une banque assurée contre le vol                                    | JABF19 |
| 5  | Simpson Horror Show XVIII      | Treehouse Of Horror XVIII                   | Spécial d’Halloween XVIII                           | -                                              | -                                                                                  | JABF21 |
| 6  | Millie le petit orphelin       | Little Orphan Millie                        | Milhouse l'enfant martyr                            | There is no such thing as an iPoddy            | L'I-pot de chambre n'existe pas                                                    | JABF22 |
| 7  | Maris et larmes                | Husbands and knives                         | Problèmes de taille                                 | The Pilgrims were not illegal aliens           | Les pèlerins n'étaient pas des immigrés clandestins                                | JABF22 |
| 8  | Funérailles pour un félon      | Funeral for a Fiend                         | Incinérations malveillantes                         | -                                              | -                                                                                  | KABF01 |
| 9  | Soupçons                       | Eternal Moonshine of the Simpson Mind       | Des Simpson plein la tête                           | The Capital of Montana is not Hannah           | La capitale du Montana n'est pas Hannah                                            | KABF02 |
| 10 | Un pour tous, tous pour Wiggum | E.Pluribus Wiggum                           | Le confort et l'indiffé-Ralph                       | Teacher did not pay too much for her condo     | La prof n'a pas payé son appart trop cher                                          | KABF03 |
| 11 | Les Années 90                  | That 90's Show                              | Bac et Métal                                        | -                                              | -                                                                                  | KABF04 |
| 12 | L'Amour à la springfieldienne  | Love, Springfieldian Style                  | Un jaune, une fille                                 | -                                              | -                                                                                  | KABF05 |
| 13 | L'Infiltré                     | The Debarted                                | La Taupe                                            | The art teacher is fat, not pregnant           | La prof d'art est grosse, pas enceinte                                             | KABF07 |
| 14 | C comme crétin                 | Dial'n'for nerder                           | Un prince, deux meurtriers et beaucoup de papillons | -                                              | -                                                                                  | KABF07 |
| 15 | Une histoire fumeuse           | Smoke on the Daughter                       | Les fumeurs de la danse                             | -                                              | -                                                                                  | KABF08 |
| 16 | Colonel Homer                  | Papa don't Leech                            | J'ai une chanteuse qui ne veut pas mourir           | -                                              | -                                                                                  | KABF09 |
| 17 | Tragédie bovine                | Apocalypse Cow                              | Histoires de veau                                   | A person's a person, no matter how Ralph       | Une personne est une personne, même si c'est Ralph                                 | KABF10 |
| 18 | Lisa fait son festival         | Any Given Sundance                          | Et pourtant, elle tourne!                           | -                                              | -                                                                                  | KABF11 |
| 19 | Mona de l'au-delà              | Mona Leaves-a                               | Mal de mère                                         | This punishment is not medieval                | Cette punition n'est pas médiévale (écrit avec une police de caractères médiévale) | KABF12 |
| 20 | Tout sur Lisa                  | All about Lisa                              | Laissez dépasser                                    | -                                              | -                                                                                  | KABF13 |

## Saison 20 (2008-2009)
| #  | Titre français                 | Titre original                      | Titre québécois                        | Phrase écrite au tableau noir                       | Traduction française                                            | Code   |
| -- | ------------------------------ | ----------------------------------- | -------------------------------------- | --------------------------------------------------- | --------------------------------------------------------------- | ------ |
| 1  | Sexe, Mensonges et Gâteaux     | Sex, Pies and Idiot Srapes          | Crime-pâtissière                       | -                                                   | -                                                               | KABF17 |
| 2  | Fiston perdu                   | Lost Verizon                        | Fourgon cellulaire                     | Teacher's diet is working.                          | « Le régime de la maîtresse fonctionne. »                       | KABF15 |
| 3  | L'Échange                      | Double, Double, Boy in Trouble      | Quelles familles !                     | There is no such month as "Rocktober"               | Il n'y a pas de mois "Rocktobre"                                | KABF14 |
| 4  | Simpson Horror Show XIX        | Treehouse of Horror XIX             | Spécial d’Halloween XIX                | -                                                   | -                                                               | KABF16 |
| 5  | Souvenirs dangereux            | Dangerous Curves                    | Le(s) plus beau(x) voyage(s)           | I did not see teacher siphoning gas.                | « Je n'ai pas vu la maîtresse siphonner de l'essence. »         | KABF18 |
| 6  | Échange de mots croisés        | Homer and Lisa Exchange Cross Words | Maux croisés                           | -                                                   | -                                                               | KABF19 |
| 7  | Les Apprentis Sorciers         | Mypods and Boomsticks               | La pomme de la colère                  | Prosperity is just around the corner                | La prospérité est au coin de la rue                             | KABF20 |
| 8  | Burns est piqué                | The Burns and The Bees              | L'arène des abeilles                   | Jesus is not mad his birthday is on Christmas       | Jésus n'est pas fou, son anniversaire est à Noël                | KABF21 |
| 9  | Lisa la reine du drame         | Lisa the Drama Queen                | La seigneure des amis                  | I will not use permanent ink on the chalkboard      | Je n'utiliserai pas d'encre indélébile sur le tableau noir      | KABF22 |
| 10 | Prenez ma vie, je vous en prie | Take My Life, Please                | Le choix du président                  | HDTV is worth every cent                            | La télé HD vaut son prix                                        | LABF01 |
| 11 | La Conquête du test            | How the Test Was Won                | La conquête du test                    | "March Madness" is not an excuse for missing school | La "finale du basket" n'est pas une excuse pour manquer l'école | LABF02 |
| 12 | Le malheur est dans le prêt    | No Loan Again, Naturally            | Prêt pas prêt, j'y vas                 | I will not have fun with educational toys           | Je ne m'amuserai pas avec des jouets éducatifs                  | LABF03 |
| 13 | Maggie s'éclipse               | Gone Maggie Gone                    | Et la sœur ?                           | -                                                   | -                                                               | LABF04 |
| 14 | Au nom du grand-père           | In the Name of the Grandfather      | Au nom du pepère et du fils            | Four leaf clovers are not mutant freaks             | Les trèfles à 4 feuilles ne sont pas des mutants                | LABF11 |
| 15 | Mariage en sinistre            | Wedding For Disaster                | Le sacrament de mariage                | My piggy bank is not entitled to TARP funds.        | « Ma tirelire n'est pas bénéficiaire du plan paulson. »         | LABF11 |
| 16 | Mini Minette Maya Moe          | Eeny Teeny Maya, Moe                | Maya la belle                          | -                                                   | -                                                               | LABF06 |
| 17 | Le Bon, le Triste et la Camée  | The Good, the Sad and the Drugly    | Le bon, l'abrutie et l'achalant        | I will not mock teacher's outdated cell phone       | Je ne me moquerai pas du portable démodé de mon professeur      | LABF07 |
| 18 | Mon père avait tort            | Father Knows Worst                  | Les petites-filles modèles-réduits     | I will not put hot sauce in the CPR dummy           | Je ne mettrai pas de sauce épicée dans le mannequin de réanim   | LABF08 |
| 19 | Une adresse chic               | Waverly Hills 9021-D'oh             | Chambre en haute ville                 | -                                                   | -                                                               | LABF10 |
| 20 | Manucure pour 4 femmes         | Four Great Women and a Manicure     | Maman et fifille sont chez le coiffeur | -                                                   | -                                                               | LABF09 |
| 21 | Un prince à New-Orge           | Coming to Homerica                  | Faites le mur, pas la guerre           | It's "Facebook", not "Assbook"                      | C'est "Facebook" pas "Fessebook"                                | LABF12 |

## Saison 21 (2009-2010)
| #  | Titre français                       | Titre original                  | Titre québécois                                | Phrase écrite au tableau noir                            | Traduction française                                            | Code   |
| -- | ------------------------------------ | ------------------------------- | ---------------------------------------------- | -------------------------------------------------------- | --------------------------------------------------------------- | ------ |
| 1  | Super Homer                          | Homer the Whopper               | Gros jambon                                    | The class hamster isn't just sleeping                    | La hamster de la classe ne fait pas que dormir                  | LABF13 |
| 2  | La Réponse de Bart                   | Bart gets a “Z”                 | L'ivresse au maître                            | Chalkboarding is not torture.                            | « Le tableau noir n'est pas une torture. »                      | LABF15 |
| 3  | L'Insurgée                           | The Great Wife Hope             | Halte aux combats                              | I am not allergic to long division                       | Je ne suis pas allergique aux longues divisions                 | LABF16 |
| 4  | Simpson Horror Show XX               | Treehouse of Horror XX          | Spécial d’Halloween XX                         | -                                                        | -                                                               | LABF14 |
| 5  | Le diable s'habille en nada          | The Devil Wears Nada            | Le diable s'habille pas pantoute               | I do not have the hots for my mom                        | Je ne craque pas pour ma mère                                   | LABF17 |
| 6  | Farces et agapes                     | Pranks and Greens               | Vers de contact                                | Halloween does not kick Thanksgiving's ass               | Halloween ne botte pas le cul à Thanksgiving                    | LABF18 |
| 7  | Les Apprenties sorcières             | Rednecks and Broomsticks        | Alambics et vieille robine                     | Teachers' unions are not ruining this country            | Les syndicats d'enseignants ne dirigent pas ce pays             | LABF18 |
| 8  | Le Frère de Bart                     | O Brother, Where Bart Thou?     | Hey ! Petit frère ! Quand viendras-tu ?        | -                                                        | -                                                               | MABF01 |
| 9  | Une leçon de vie                     | Thursdays with Abie             | Une journée avec Abie, et une journée de folie | -                                                        | -                                                               | MABF02 |
| 10 | Il était une fois à Springfield      | Once Upon a Time in Springfield | Il était une fois, à Springfield               | The world may end in 2012, but this show won't           | Fin du monde en 2012, pas de cette série                        | LABF20 |
| 11 | Million dollar ma biche              | Million Dollar Maybe            | Ça ne change pas                               | -                                                        | -                                                               | MABF03 |
| 12 | La Reine du balai                    | Boy Meets Curl                  | Envie sur glace                                | -                                                        | -                                                               | MABF03 |
| 13 | La Couleur jaune                     | The Color Yellow                | On voit tes racines                            | -                                                        | -                                                               | MABF06 |
| 14 | Élémentaire, mon cher Simpson        | Postcards from the Wedge        | Lettre pour parents                            | -                                                        | -                                                               | MABF04 |
| 15 | Baiser volé                          | Stealing First Base             | En présence de mon avocate                     | World War II could not beat up World War I.              | « La deuxième guerre mondiale n'a pas pu battre la première. »  | MABF07 |
| 16 | La Plus Grande Histoire jamais ratée | The Greatest Story Ever D'ohed  | L'histoire du Oh ! D'Homer                     | -                                                        | -                                                               | MABF10 |
| 17 | À tyran, tyran et demi               | American History X-cellent      | X-cellent l'histoire américaine                | Hot dogs are not bookmarks                               | Les hot-dogs ne sont pas des marque-pages                       | MABF08 |
| 18 | Chef de cœur                         | Chief of Hearts                 | Joie des cœurs                                 | This counts as gym and art class                         | Ça compte comme une classe de gym et d'art                      | MABF09 |
| 19 | Éolienne et cétacé                   | The Squirt and the Whale        | Oh ! La Baleine !                              | South Park—we'd stand beside you if we weren't so scared | South Park - On serait derrière vous si on avait pas si peur    | MABF14 |
| 19 | Éolienne et cétacé                   | The Squirt and the Whale        | Oh ! La Baleine !                              | Je ne suis pas Français (en français)                    | Je ne suis pas Français                                         | MABF14 |
| 20 | L'Œil sur la ville                   | To Surveil With Love            | Pollution et gourmandise                       | -                                                        | -                                                               | MABF12 |
| 21 | Le Mot de Moe                        | Moe Letter Blues                | L'île de l'hésitation                          | Eating my vegetables is not a Mother's Day present       | Manger mes légumes n'est pas un cadeau de fête des mères        | MABF12 |
| 22 | Mon voisin le Bob                    | The Bob Next Door               | La nouvelle maison de Bob                      | Batman is not "nothing" without his utility belt         | Batman n'est pas "rien" sans sa ceinture de gadgets             | MABF11 |
| 23 | Moe, moche et méchant                | Judge Me Tender                 | Détestable Moe                                 | End of "Lost": it was all the dog's dream. Watch us      | Fin de Lost : tout était le rêve du chien. Regardez-nous plutôt | MABF15 |

## Saison 22 (2010-2011)
| #  | Titre français                            | Titre original                            | Titre québécois                             | Phrase écrite au tableau noir                                            | Traduction française                                                                    | Code   |
| -- | ----------------------------------------- | ----------------------------------------- | ------------------------------------------- | ------------------------------------------------------------------------ | --------------------------------------------------------------------------------------- | ------ |
| 1  | Cours élémentaire musical                 | Elementary School Musical                 | Les jaunesses musicales                     | When I slept in class, it was not to help Leo DiCaprio                   | Quand j'ai dormi en classe, ce n'était pas pour aider Leo Di Caprio                     | MABF21 |
| 2  | Drôle d'héritage                          | Loan-a Lisa                               | Un sacré héritage                           | I did not see the teacher applying for welfare                           | Je n'ai pas vu la prof pointer au chômage                                               | MABF17 |
| 3  | Bart-ball                                 | MoneyBART                                 | Parties honteuses                           | I must not write all over the walls                                      | Je ne dois pas écrire sur les murs (écrit partout sur les murs, la porte et le tableau) | MABF18 |
| 4  | Simpson Horror Show XXI                   | Treehouse of Horror XXI                   | Spécial d’Halloween XXI                     | -                                                                        | -                                                                                       | MABF16 |
| 5  | Pas comme ma mère                         | Lisa Simpson, This Isn't Your Life        | Personne ne touche à la vie de Lisa         | -                                                                        | -                                                                                       | MABF20 |
| 6  | Ce fou d'Monty                            | The Fool Monty                            | Le Monty coune                              | -                                                                        | -                                                                                       | NABF01 |
| 7  | Combien pour cet oiseau dans la vitrine ? | How Munched is That Birdie in the Window? | Pigeon voyageur : Terminus                  | "A Charlie Brown Thanksgiving" is as good as "A Charlie Brown Christmas" | Un Thanksgiving de Charlie Brown est aussi bon qu'un Noël de Charlie Brown              | NABF02 |
| 8  | La Bataille de Noël                       | The Fight Before Christmas                | Lard de la guerre                           | -                                                                        | -                                                                                       | MABF22 |
| 9  | Gym Tony                                  | Donnie Fatso                              | Gros Merda                                  | Candy canes are not elf bones                                            | Les sucres d'orge ne sont pas des os de lutin                                           | MABF19 |
| 10 | Faux Amis                                 | Moms I'd Like to Forget                   | Maman et ses amis passent une belle journée | January is not Bart History Month                                        | Janvier n'est pas le mois de Bart                                                       | NABF03 |
| 11 | Moe n'en loupe pas une                    | Flaming Moe                               | Ho-Moe                                      | -                                                                        | -                                                                                       |        |
| 12 | Homer le père                             | Homer the Father                          | Émission polluante                          | Prince is not the son of Martin Luther King                              | Prince n'est pas le fils de Martin Luther King                                          | NABF05 |
| 13 | Le Bleu et le Gris                        | The Blue and the Gray                     | Le gris m'donne les bleus                   | I will not make fun of Cupid's dink                                      | Je ne me moquerai pas de la queue de Cupidon                                            | NABF06 |
| 14 | Papa furax : le film                      | Angry Dad - The Movie                     | Su-Père Choqué, le Film                     | -                                                                        | -                                                                                       | NABF07 |
| 15 | Les Langues du scorpion                   | The Scorpion's Tale                       | Le bonheur est dans le pré                  | I'm not here on a spitball scholarship                                   | Je n'étudie pas le lancer de boulettes                                                  | NABF08 |
| 16 | Le Songe d'un ennui d'été                 | A Midsummer's Nice Dreams                 | Le monde est moins stone                    | Daylight savings is not a failed bank                                    | "L'économie d'énergie" n'est pas une banque en faillite                                 | NABF09 |
| 17 | L'Amour à couper le souffle               | Love Is A Many Strangled Thing            | L'Étrangleur de Springfield                 | I will not ridicule teacher’s final four bracket                         | Je ne ridiculiserai pas les profs demi-finalistes                                       | NABF10 |
| 18 | La Grande Simpsina                        | The Great Simpsina                        | La Grande Simpsina                          | -                                                                        | -                                                                                       | NABF11 |
| 19 | La Vraie Femme de Gros Tony               | The Real Housewives of Fat Tony           | Maîtresse, décolle !                        | -                                                                        | -                                                                                       | NABF12 |
| 20 | Homer aux mains d'argent                  | Homer Scissorhands                        | Le barbier de Springfield                   | I do not deserve a Mother’s Day gift for being "one badass mother"       | Pas de fête des mères pour la mère d'un vaurien                                         | NABF13 |
| 21 | 500 clés                                  | 500 Keys                                  | Les 500 clés                                | Guinea pigs should not be used as guinea pigs                            | Les cobayes ne doivent pas être utilisés comme des cobayes                              | NABF14 |
| 22 | La Pêche au Ned                           | The Ned-liest Catch                       | Voter Nedna !                               | -                                                                        | -                                                                                       | NABF15 |

## Saison 23 (2011-2012)
| #  | Titre français                                  | Titre original                                    | Titre québécois                | Phrase écrite au tableau noir                                   | Traduction française                                          | Code   |
| -- | ----------------------------------------------- | ------------------------------------------------- | ------------------------------ | --------------------------------------------------------------- | ------------------------------------------------------------- | ------ |
| 1  | Mémoire effacée                                 | The Falcon and the D'ohman                        | Passé oublié                   | -                                                               | -                                                             | NABF16 |
| 2  | L'important, c'est les Roosevelt                | Bart Stops to Smell the Roosevelts                | L'étoffe des Théo              | It's not too Early to speculate about the 2016 election         | Il n'est pas trop tôt pour spéculer sur les élections de 2016 | NABF17 |
| 3  | Simpson Horror Show XXII                        | Treehouse of Horror XXII                          | Spécial d’Halloween XXII       | -                                                               | -                                                             | NABF19 |
| 4  | Remplaçable                                     | Replaceable You                                   | Ouate de phoque                | It's November 6th--how come we're not airing a Halloween show ? | 6 novembre, on diffuse pas un spécial Halloween ?             | NABF21 |
| 5  | La Gourmète                                     | The Food Wife                                     | Un plan de nègres              | -                                                               | -                                                             | NABF20 |
| 6  | Le Coup du bouquin                              | The Book Job                                      | L'équipe d'auteurs             | -                                                               | -                                                             | NABF22 |
| 7  | Homer homme d'affaires                          | The Man in the Blue Flannel Pants                 | La promotion                   | -                                                               | -                                                             | PABF01 |
| 8  | La Solution à 10 %                              | The Ten-Per-Cent Solution                         | Son dix pour cent              | Caucus is not a dirty word                                      | Caucus n'est pas un mot sale                                  | PABF02 |
| 9  | Le Futur passé                                  | Holidays of Future Passed                         | Noël vers le futur             | Cafetaria trays are not toboggans                               | Les plateaux de la cafétéria ne sont pas des luges            | NABF18 |
| 10 | Politiquement inepte                            | Politically Inept, With Homer Simpson             | À droite, toute !              | Tintin did not sucksuck                                         | Tintin n'est pas nul                                          | PABF03 |
| 11 | Le Rest'oh social                               | The D'oh-cial Network                             | Le réseau d'oh-cial            | We do need no education                                         | On n'a pas besoin d'éducation                                 | PABF04 |
| 12 | Ne mélangez pas les torchons et les essuie-bars | Moe Goes From Rags To Riches                      | Chique la guenille             | There's no proven link between raisins and boogers              | Il n'y a aucun lien entre les raisins et les crottes de nez   | PABF05 |
| 13 | Premier Amour                                   | The Daughter Also Rises                           | La jeune fille et la mère      | I will not replace a candy heart with a frog's heart            | Je ne remplacerai pas un cœur en sucre par un cœur en crapaud | PABF06 |
| 14 | Enfin la liberté                                | At Long Last Leave                                | Enfin, ils partent             | Bart's earned a day off                                         | Bart mérite un jour de congé (écrit par Milhouse)             | PABF07 |
| 15 | Bart pose un lapin                              | Exit Through the Kwik-E-Mart                      | Festival de Cannes             | -                                                               | -                                                             | PABF09 |
| 16 | Problèmes gênants                               | How I Wet Your Mother                             | J'ai mouillé ta mère           | -                                                               | -                                                             | PABF08 |
| 17 | Aïe, robot !                                    | Them, Robot                                       | Messieurs les robots           | -                                                               | -                                                             | PABF10 |
| 18 | Un enfant ça trompe énormément                  | Beware My Cheating Bart                           | Le d'oh-réat                   | The true location of Springfield is in any state but yours      | Springfield est partout sauf dans votre état                  | PABF11 |
| 19 | Un truc super à ne jamais refaire               | A Totally Fun Thing That Bart Will Never Do Again | La croisière s'abuse           | -                                                               | -                                                             | PABF11 |
| 20 | L'Espion qui m'aidait                           | The Spy Who Learned Me                            | Bons baisers de Springfield    | -                                                               | -                                                             | PABF13 |
| 21 | Les Ned et Edna unis                            | Ned 'N Edna's Blend                               | Un mariage et deux ajustements | Call your mother during the commercials                         | Appelle ta mère pendant les pubs                              | PABF15 |
| 22 | Lisa devient Gaga                               | Lisa Goes Gaga                                    | Lisa vire Gaga                 | -                                                               | -                                                             | PABF14 |

## Saison 24 (2012-2013)
| #  | Titre français                    | Titre original                  | Titre québécois                 | Phrase écrite au tableau noir                                      | Traduction française                                                               | Code   |
| -- | --------------------------------- | ------------------------------- | ------------------------------- | ------------------------------------------------------------------ | ---------------------------------------------------------------------------------- | ------ |
| 1  | À la recherche de l'ex            | Moonshine River                 | Zirconias cubiques sur canapé   | I will not wear white after Labor Day                              | Je ne porterai pas de blanc après la fête du travail                               | PABF22 |
| 2  | Simpson Horror Show XXIII         | Treehouse of Horror XXIII       | Spécial d'Halloween XXIII       | -                                                                  | -                                                                                  | PABF17 |
| 3  | Naître ou ne pas naître           | Adventures in Baby-Getting      | Bisous de famille               | -                                                                  | -                                                                                  | PABF18 |
| 4  | Gone Papi Gone                    | Gone Abie Gone                  | Le mari de la chanteuse         | I will not concede the election till Karl Rove gives me permission | Je n’admettrais pas l'élection sans la permission de Karl Rove                     | PABF16 |
| 5  | Dan le bouclier                   | Penny Wiseguys                  | Vire-capo                       | I want to secede but don't know what state I'm in                  | Je suis séparatiste mais je ne sais pas dans l'état je vis                         | PABF19 |
| 6  | L'Arbre miraculeux                | A Tree Grows in Springfield     | L'arbre qui plantait des hommes | 20 more shoplifting days till Christmas                            | Encore 20 jours de vols avant Noël                                                 | PABF22 |
| 7  | La Cool Attitude                  | The Day the Earth Stood Cool    | Parents biologiques             | -                                                                  | -                                                                                  | PABF20 |
| 8  | Nom d'un chien                    | To Cur, with Love               | Un après-midi de chien          | -                                                                  | -                                                                                  | RABF01 |
| 9  | Homer entre en prépa              | Homer Goes to Prep School       | Apocalypse t'à l'heure          | Teacher did not get fat during the holidays.                       | « La prof n'a pas grossi pendant les vacances. »                                   | RABF02 |
| 10 | Un test avant d'essayer           | A Test Before Trying            | Monsieur Lhabart                | I will obey Oscar Campaign Rules from now on.                      | « Je suivrai les règles de campagne d'Oscar maintenant. »                          | RABF03 |
| 11 | À tuteur-tuteur ennemi            | The Changing of the Guardian    | La relève de la garde           | -                                                                  | -                                                                                  | RABF04 |
| 12 | Les Aléas de l'amour              | Love is a Many-Splintered Thing | L'amour est dans le champ       | I was not nominated for "Best Spoken Swear Word.                   | « Je n'ai pas été nommé pour "Le Meilleur Langage". »                              | RABF07 |
| 13 | Adulte une fois                   | Hardly Kirk-ing                 | Capitaine Mini-Kirk             | -                                                                  | -                                                                                  | RABF05 |
| 14 | Charmeur grand-père               | Gorgeous Grampa                 | Grand-p'pa le magnifique        | -                                                                  | -                                                                                  | RABF06 |
| 15 | Au beurre noir                    | Black-Eyed, Please              | Un poing c'est tout             | I'm sorry I broke the blackboard                                   | Désolé d'avoir cassé le tableau noir (écrit au marqueur noir sur un tableau blanc) | RABF09 |
| 16 | Super Zéro                        | Dark Knight Court               | Le chevalier gris               | Jesus's last words were not "TGIF"                                 | Les derniers mots de Jésus n'ont pas été "TGIF"                                    | RABF10 |
| 17 | Ce que veulent les femmes animées | What Animated Women Want        | Ce que femme de BD veut         | -                                                                  | -                                                                                  | RABF08 |
| 18 | Pinaise fiction                   | Pulpit Friction                 | Prêtre, pas prêtre, j'y vais    | -                                                                  | -                                                                                  | RABF11 |
| 19 | Whisky Bizness                    | Whiskey Business                | L'habit fait pas le Moe         | -                                                                  | -                                                                                  | RABF13 |
| 20 | Un talent caché                   | The Fabulous Faker Boy          | La leçon de pia-d'oh            | The school is not falling apart                                    | L'école ne tombe pas en ruines (puis le tableau s'effondre)                        | RABF12 |
| 21 | La Saga de Carl                   | The Saga of Carl                | La saga de Carl                 | -                                                                  | -                                                                                  | RABF14 |
| 22 | Les Dangers du train              | Dangers on a Train              | On prend toujours un train      | -                                                                  | -                                                                                  | RABF17 |

## Saison 25 (2013-2014)
| #  | Titre français                   | Titre original                        | Titre québécois                       | Phrase écrite au tableau noir                                        | Traduction française | Code   |
| -- | -------------------------------- | ------------------------------------- | ------------------------------------- | -------------------------------------------------------------------- | --- | ------ |
| 1  | Homerland                        | Homerland                             | Homerland                             | 25 years and they can't come up with a new punishment ?              | « Pas de nouvelle punition depuis 25 ans. » | RABF20 |
| 2  | Simpson Horror Show XXIV         | Treehouse of Horror XXIV              | Spécial d'Halloween XXIV              | All work and no play makes Jack a dull boy                           | « Trop de travail et pas de jeu rend Bête. » | RABF16 |
| 3  | Quatre regrets et un enterrement | Four Regrettings and a Funeral        | Quatre regrets et un enterrement      | We'll really miss you Mrs. K                                         | « Vous nous manquez vraiment Mme K. » | RABF18 |
| 4  | On ne vit qu'une fois            | Yolo                                  | Homme de peu de fois                  | My school schedules does not includes a bye week                     | « Mon programme scolaire n'inclut pas une semaine d'au revoir. » | RABF22 |
| 5  | L'Instinct paternel              | Labor Pains                           | Poupons, Poupounes et Pompons         | Rocktober is not followed by Blowvember                              | « Rocktobre n'est pas suivi de Slowembre. » | RABF19 |
| 6  | Belle Lisa ou Isabelle           | The Kid is All Right                  | Élections Douloureuse                 | -                                                                    | - | SABF02 |
| 7  | Bart se fait avoir               | Yellow Subterfuge                     | Vain Skinner sous les mers            | I will not ask when Santa has time to go to the bathroom             | « Je ne demanderai plus quand le père noël va aux toilettes. » | SABF04 |
| 8  | Noël blanc                       | White Christmas Blue                  | Le blues du Noël blanc                | I will not call my teacher "Prancer" and "Vixen"                     | « Je ne traiterai pas ma prof de mégère. » | SABF01 |
| 9  | Piratez cet épisode              | Steal This Episode                    | Piratez cet épisode                   | -                                                                    | - | SABF05 |
| 10 | Le Mariage du blob               | Married to the Blob                   | Le Mariage du blob                    | Judas Priest is not "Death Metal"                                    | Judas Priest n'est pas du death metal | SABF03 |
| 10 | Le Mariage du blob               | Married to the Blob                   | Le Mariage du blob                    | If you haven't broken your Christmas presents yet, you're not trying | « Si t'as pas déjà cassé ton cadeau de Noël, c'est que t'as pas essayé. »                                                                                                   | SABF03 |
| 11 | Vu à la télé                     | Specs and the City                    | Le taon, la brute et le croulant      | -                                                                    | - | SABF06 |
| 12 | Diggs                            | Diggs                                 | Diggs                                 | A NCAA-style playoff bracket featuring Simpsons characters           | Bart dessine un schéma semblable à ceux utilisés pour une phase finale à 16 équipes de compétitions sportives. Les équipes sont remplacées par des personnages de la série. | SABF08 |
| 13 | L'Homme qui en voulait trop      | The Man Who Grew Too Much             | L'Homme qui plantait des gènes        | -                                                                    | - | SABF07 |
| 14 | Un hiver de rêve                 | The Winter of His Content             | L'âge de raison                       | My dad's already drunk for St. Patrick's                             | « Mon père est déjà saoûl pour la St-Patrick. » | SABF09 |
| 15 | La Guerre de l'art               | The War of Art                        | Lard de la guerre                     | -                                                                    | - | SABF10 |
| 16 | Joue pas les arbitres            | You Don't Have to Live Like a Referee | Mon père, ce héros au sifflet si doux | -                                                                    | - | SABF11 |
| 17 | Luca$                            | Luca$                                 | Luca$                                 | -                                                                    | - | SABF12 |
| 18 | Le Futur Avenir                  | Days of Future Future                 | Les lendemains de l'avenir            | -                                                                    | - | SABF13 |
| 19 | Bart fait des bébés              | What to Expect When Bart's Expecting  | Fertilisation in verrat               | You can't play april fool's jokes on April 27th                      | « Pas de poisson d'avril le 27 avril. » | SABF14 |
| 20 | Embrique-moi                     | Brick Like Me                         | Une autre brique dans le mur          | -                                                                    | - | RABF21 |
| 21 | La Fête de quartier / Pay Pal    | Pay Pal                               | Guerre et pais                        | -                                                                    | - | SABF15 |
| 22 | Le Prix de la lâcheté            | The Yellow Badge of Cowardge          | L'opéra d'un pissou                   | -                                                                    | - | SABF18 |

## Saison 26 (2014-2015)
| #  | Titre français                      | Titre original                | Titre québécois                | Phrase écrite au tableau noir                | Traduction française                                                         | Code   |
| -- | ----------------------------------- | ----------------------------- | ------------------------------ | -------------------------------------------- | ---------------------------------------------------------------------------- | ------ |
| 1  | Le Cafard du clown                  | Clown in the Dumps            | Le clown est pouishe           | Unfortunately, my dad doesn't die            | « Malheureusement, mon père n'est pas mort. »                                | SABF20 |
| 2  | Le Naufrage des relations           | The Wreck of the Relationship | Le Naufrage du Thérapeutitanic | -                                            | -                                                                            | SABF17 |
| 3  | Super franchise-moi                 | Super Franchise Me            | En toute franchise             | -                                            | -                                                                            | SABF19 |
| 4  | Simpson Horror Show XXV             | Treehouse of Horror XXV       | Spécial d'Halloween XXV        | -                                            | -                                                                            | SABF21 |
| 5  | Fric-frack                          | Opposites A-Frack             | Fracture du cœur               | -                                            | -                                                                            | SABF22 |
| 6  | Simpsorama                          | Simpsorama                    | Simpsorama                     | -                                            | -                                                                            | SABF16 |
| 7  | Drôle de camping                    | Blazed and Confused           | Le bûcher des vérités          | -                                            | -                                                                            | TABF01 |
| 8  | Covercraft                          | Covercraft                    | Covercraft                     | -                                            | -                                                                            | TABF02 |
| 9  | Pas chez soi pour Noël              | I Won't Be Home for Christmas | D'où viens tu Homè-re          | Reindeer meat does not taste like chicken    | « La viande de renne n'a pas le goût du poulet. »                            | TABF03 |
| 10 | L'Homme qui vint pour être le dîner | The Man Who Came to Be Dinner | La trouille du cosmos          | -                                            | -                                                                            | RABF15 |
| 11 | Le Nouvel Ami de Bart               | Bart's New Friend             | Dix ans fermes                 | Snowmen don't have carrot penises            | « Les bonshommes de neige n'ont pas un pénis carotte. »                      | TABF05 |
| 12 | Le Musk qui venait d'ailleurs       | The Musk Who Fell to Earth    | La tesla qui venait du ciel    | -                                            | -                                                                            | TABF04 |
| 13 | Grand Fort                          | Walking Big & Tall            | Tailles et têtes fortes        | -                                            | -                                                                            | TABF06 |
| 14 | Taxi Girl                           | My Fare Lady                  | Sainte-uber express            | Pixel art is not real art                    | Le Pixel art n'est pas de l'art                                              | TABF07 |
| 15 | Le Baby-sitter                      | The Princess Guide            | La Princesse et la Grenouille  | -                                            | -                                                                            | TABF08 |
| 16 | Police du ciel                      | Sky Police                    | Cartes du ciel                 | -                                            | -                                                                            | TABF09 |
| 17 | Le Nouveau Duffman                  | Waiting for Duffman           | En attendant Duffman           | -                                            | -                                                                            | TABF10 |
| 18 | Maman Bulldozer                     | Peeping Mom                   | Big Mother vous regarde        | -                                            | -                                                                            | TABF11 |
| 19 | Les enfants se battent bien         | The Kids Are All Fight        | Recherche et Développement     | I will not pay my sister to do my punishment | « Je ne paierai pas ma soeur pour qu'elle fasse ma colle. » (écrit par Lisa) | TABF12 |
| 20 | Les Vieux Coucous                   | Let's Go Fly a Coot           | Fête des Pairs                 | -                                            | -                                                                            | TABF13 |
| 21 | Brute de brute                      | Bull-E                        | Voyou donc !                   | -                                            | -                                                                            | TABF15 |
| 22 | Math elle aime                      | Mathlete's Feat               | Les Pieds de Mathlètes         | -                                            | -                                                                            | TABF16 |

## Saison 27 (2015-2016)
| #  | Titre français                             | Titre original                        | Titre québécois                               | Phrase écrite au tableau noir                 | Traduction française                                                 | Code   |
| -- | ------------------------------------------ | ------------------------------------- | --------------------------------------------- | --------------------------------------------- | -------------------------------------------------------------------- | ------ |
| 1  | Le Rêve de tout homme                      | Every Man's Dream                     | Le Rêve de tout homme jaune                   | -                                             | -                                                                    | TABF14 |
| 2  | Enquête fumeuse                            | Cue Detective                         | Bart-becue détective                          | -                                             | -                                                                    | TABF17 |
| 3  | Manque de taffe                            | Puffless                              | Les Fumistes                                  | -                                             | -                                                                    | TABF19 |
| 4  | Halloween d'horreur                        | Halloween of Horror                   | Terreur sur la personne                       | -                                             | -                                                                    | TABF22 |
| 5  | Simpson Horror Show XXVI                   | Treehouse of Horror XXVI              | Spécial d'Halloween XXVI                      | -                                             | -                                                                    | TABF18 |
| 6  | Une amie précieuse                         | Friend with Benefit                   | Ami bénéficitaire                             | -                                             | -                                                                    | TABF21 |
| 7  | Lisa avec un s                             | Lisa with an 'S'                      | Lisa avec un « S »                            | -                                             | -                                                                    | TABF20 |
| 8  | Les Chemins de la gloire                   | Paths of Glory                        | Quinze minutes de gloire                      | -                                             | -                                                                    | VABF01 |
| 9  | Enfantin                                   | Barthood                              | Jeunesse d'aujourd'hui                        | -                                             | -                                                                    | VABF02 |
| 10 | Code fille                                 | The Girl Code                         | Les Codes des femmes                          | -                                             | -                                                                    | VABF03 |
| 11 | Ados mutants à cause du lait               | Teenage Mutant Milk-Caused Hurdles    | Lait à faire peur                             | -                                             | -                                                                    | VABF04 |
| 12 | Beaucoup d'Apu pour un seul bien           | Much Apu About Something              | Apu de souffle                                | -                                             | -                                                                    | VABF05 |
| 13 | L'amour est dans le N2-O2-Ar-CO2-Ne-He-CH4 | Love Is in the N2-O2-Ar-CO2-Ne-He-CH4 | Y'a de l'amour dans le N2-O2-Ar-CO2-Ne-He-CH4 | Hershey kisses do not drop from cupid's butt  | « Les Mon Chéri ne tombent pas des fesses de Cupidon. »              | VABF07 |
| 14 | Chagrin constant                           | Gal of Constant Sorrow                | Une guitare dans le garde-robe                | -                                             | -                                                                    | VABF06 |
| 15 | Lisa vétérinaire                           | Lisa the Veterinarian                 | Lisa, apprentie vétérinaire                   | -                                             | -                                                                    | VABF08 |
| 16 | Les Chroniques Marge-iennes                | The Marge-ian Chronicles              | Les Chroniques Margi-ennes                    | -                                             | -                                                                    | VABF09 |
| 17 | La Cage au fol                             | The Burns Cage                        | La Cage aux Burnes                            | If Villanova doesn't win, we lose everything  | « Si Villanova ne gagne pas, On perd tout. »                         | VABF10 |
| 18 | Lisa retrouve Marge                        | How Lisa Got Her Marge Back           | Vivre dans la Marge                           | Never lose a bet to Bart Simpson              | « Ne perdez jamais un pari avec Bart Simpson. » (écrite par Skinner) | VABF11 |
| 19 | Fland canyon                               | Fland Canyon                          | T'es-tu comme une mule ?                      | Dad swears he'll get his taxes in soon        | « Papa jure qu'il va payer ses Impôts. »                             | VABF12 |
| 20 | Souvenirs de Paris                         | To Courier with Love                  | L'Homme à la valise                           | Dirty clothes are not a mother's day gift     | « Le linge sale n'est pas un cadeau de Fête des Mères. »             | VABF14 |
| 21 | Simprovise                                 | Simprovised                           | Simprovisation                                | -                                             | -                                                                    | VABF13 |
| 22 | L'orange est le nouveau jaune              | Orange Is the New Yellow              | Unité Meuf                                    | Milhouse does not live below the puberty line | « Milhouse ne vit pas sous le seuil de puberté. »                    | VABF15 |

## Saison 28 (2016-2017)
| #  | Titre français                    | Titre original               | Titre québécois                    | Phrase écrite au tableau noir                                  | Traduction française                                           | Code   |
| -- | --------------------------------- | ---------------------------- | ---------------------------------- | -------------------------------------------------------------- | -------------------------------------------------------------- | ------ |
| 1  | Souvenirs d'enfance               | Monty Burns' Fleeing Circus  | Revue cochonne                     | This arm needs Tommy John surgery.                             | « Ce bras a besoin d'une opération Tommy John. »               | VABF20 |
| 2  | Amis et Famille                   | Friends and Family           | Vie-rtuelle de famille             | I will stop losing 50% of my NFL lead-in.                      | « J'arrêterai de perdre 50% d'audience par rapport à la NFL. » | VABF18 |
| 3  | La Ville                          | The Town                     | Boston, Crime, Bye                 | -                                                              | -                                                              | VABF17 |
| 4  | Simpson Horror Show XXVII         | Treehouse of Horror XXVII    | Spécial d'Halloween XXVII          | -                                                              | -                                                              | VABF16 |
| 5  | Faites confiance mais clarifiez   | Trust But Clarify            | Poison-Clown                       | The first episode of the second 600                            | « Le premier épisode des deuxième 600. »                       | VABF21 |
| 6  | Amis mais pas trop                | There Will Be Buds           | Deux pères sans clic               | -                                                              | -                                                              | VABF22 |
| 7  | Week-end dingue à La Havane       | Havana Wild Weekend          | Havane de partir                   | Being right sucks                                              | « Avoir raison c'est nul. »                                    | VABF19 |
| 8  | La Paternité                      | Dad Behavior                 | Quel père, quel fils               | I will watch all 600 episodes without sleeping                 | « Je regarderai les 600 épisodes sans dormir. »                | WABF01 |
| 9  | Une journée particulière          | The Last Traction Hero       | Fractures impayées                 | -                                                              | -                                                              | WABF03 |
| 10 | L'Étrange Noël de Krusty          | The Nightmare After Krustmas | L'Hébreu de Noël                   | -                                                              | -                                                              | WABF02 |
| 11 | Cochon de Burns                   | Pork and Burns               | Porc d'attache                     | -                                                              | -                                                              | WABF06 |
| 12 | Phatsby le Magnifique (Partie 1)  | The Great Phatsby: Part One  | Gatsburns le magnifique (Partie 1) | -                                                              | -                                                              | WABF04 |
| 13 | Phatsby le Magnifique (Partie 2)  | The Great Phatsby: Part Two  | Gatsburns le magnifique (Partie 2) | -                                                              | -                                                              | WABF05 |
| 14 | Fastcarraldo                      | Fatzcarraldo                 | Fitzcarr'eul'gros                  | If we're so good at predicting, how come my Dad bet on Atlanta | « Si nous étions si bons pour prédire. »                       | WABF07 |
| 15 | Le Chapeau magique                | The Cat and the Hat          | Chapeau cloche et tête à claques   | -                                                              | -                                                              | WABF08 |
| 16 | Kamp Krusty                       | Kamp Krustier                | Le Krusty de camp                  | We're the only house where the Christmas tree is still up      | « On est les seuls à avoir encore Le sapin de Noël. »          | WABF09 |
| 17 | 22 pour 30                        | 22 for 30                    | Les Ti-counes du sport             | -                                                              | -                                                              | WABF10 |
| 18 | La Montre paternelle              | A Father's Watch             | Le Vieil Homme et l'amer           | Studying is not "appropriating nerd culture"                   | « Étudier n'est pas "s'approprier la culture Nerd". »          | WABF11 |
| 19 | Professeur Homer                  | Caper Chase                  | Le D'oh-ctorat                     | -                                                              | -                                                              | WABF12 |
| 20 | À la recherche de Mister Goodbart | Looking for Mr. Goodbart     | Bart cynique et Vieilles Dentelles | -                                                              | -                                                              | WABF13 |
| 21 | Le Blues de Moho                  | Moho House                   | Le Blues de Moho                   | -                                                              | -                                                              | WABF14 |
| 22 | Une ville de chiens               | Dogtown                      | Une ville de chiens                | Thank you for 28 great years... Taylor Swift                   | « Merci pour 28 années formidables... Taylor Swift. »          | WABF15 |

## Saison 29 (2017-2018)
| #  | Titre français                         | Titre original                                   | Titre québécois                               | Phrase écrite au tableau noir                                         | Traduction française                                                                | Code   |
| -- | -------------------------------------- | ------------------------------------------------ | --------------------------------------------- | --------------------------------------------------------------------- | ----------------------------------------------------------------------------------- | ------ |
| 1  | Les Serfson                            | The Serfsons                                     | Les Serfson                                   | -                                                                     | -                                                                                   | WABF17 |
| 2  | Springfield Splendor                   | Springfield Splendor                             | Bonsoir tristesse                             | -                                                                     | -                                                                                   | WABF22 |
| 3  | Bébé siffleur                          | Whistler's Father                                | Travailler en sifflant                        | It's unfair to judge a president on his first 300 days                | « Il est injuste de juger le directeur avant 300 jours. »                           | WABF16 |
| 4  | Simpson Horror Show XXVIII             | Treehouse of Horror XXVIII                       | Spécial d'Halloween XXVIII                    | -                                                                     | -                                                                                   | WABF18 |
| 5  | Grand-père, tu m'entends ?             | Grampy Can Ya Hear Me                            | À bon entendeur                               | Hooligan is not a profession                                          | « Vandale n'est pas une profession. »                                               | WABF19 |
| 6  | La Maire est bleue                     | The Old Blue Mayor She Ain't What She Used To Be | Maire supérieur                               | I will not ask my guidance counselor why he couldn't get a better job | « Je ne dois pas demander au conseiller d'orientation ».                            | WABF20 |
| 7  | Chantons sur la piste                  | Singin' in the Lane                              | Grand Dalot et Petit Moe                      | We do not live in our own pee                                         | « Nous ne vivons pas dans notre urine. »                                            | WABF21 |
| 8  | L'Opus de Lisa                         | Mr. Lisa's Opus                                  | L'Opus de Monsieur Lisa                       | -                                                                     | -                                                                                   | XABF01 |
| 9  | Porté disparu                          | Gone Boy                                         | Missile impossible                            | Snow angels are not frozen hobos                                      | « Les anges dans la neige ne sont pas des sdf congelés. »                           | XABF02 |
| 10 | Ha-Ha Land                             | Haw-Haw Land                                     | Ha-Ha Land                                    | -                                                                     | -                                                                                   | XABF03 |
| 11 | Professeur testeur                     | Frink Gets Testy                                 | Test in-Frink-tueux                           | Strangling is not an effective parenting tool                         | « La starangulation n'est pas une méthode d'éducation efficace. » (écrit par Homer) | XABF04 |
| 12 | Homer est là où n'est pas l'art        | Homer Is Where the Art Isn't                     | Enchères et en noces                          | -                                                                     | -                                                                                   | XABF05 |
| 13 | Sans titre                             | 3 Scenes Plus a Tag from a Marriage              | Conseils de famille                           | -                                                                     | -                                                                                   | XABF06 |
| 14 | La Peur du clown                       | Fears of a Clown                                 | L'Insoutenable Anxiété d'un clown             | This is the last episode April Fools'                                 | c'est le dernier épisode Poisson d'avril ! (après avoir retourné le tableau)        | XABF08 |
| 15 | Une bonne lecture ne reste pas impunie | No Good Read Goes Unpunished                     | L'Art de la guerre du lard                    | April showers did not date the President                              | « Les giboulées de mars n'ont pas fréquenté le président. »                         | XABF07 |
| 16 | Punaise !                              | King Leer                                        | Sur le matelas                                | -                                                                     | -                                                                                   | XABF10 |
| 17 | Lisa a le blues                        | Lisa Gets the Blues                              | Mes blues passent pus dans l'sax              | I will not bet with Bart on the Final Four                            | « Je ne parierai pas avec Bart pour le carré final. » (écrit par Homer)             | XABF11 |
| 18 | Pardon et Regret                       | Forgive and Regret                               | Non, je ne regrette pas grand-chose           | -                                                                     | -                                                                                   | XABF09 |
| 19 | Un gaucher gauche                      | Left Behind                                      | À Dieu, monsieur le professeur                | -                                                                     | -                                                                                   | XABF12 |
| 20 | À la santé des Danois                  | Throw Grampa from the Dane                       | Quelque chose de jauni au Royaume du Danemark | -                                                                     | -                                                                                   | XABF13 |
| 21 | L'Échelle de Flanders                  | Flanders' Ladder                                 | Connexion inter-Ned                           | -                                                                     | -                                                                                   | XABF14 |

## Saison 30 (2018-2019)
| #  | Titre français                                 | Titre original                     | Titre québécois                           | Phrase écrite au tableau noir | Traduction française | Code   |
| -- | ---------------------------------------------- | ---------------------------------- | ----------------------------------------- | --- | --- | ------ |
| 1  | Bart n'est pas mort                            | Bart's Not Dead                    | Bart n'est pas mort                       | - | - | XABF19 |
| 2  | Hôtel des cœurs brisés                         | Heartbreak Hotel                   | L'Hôtel des rêves brisés                  | - | - | XABF15 |
| 3  | Autoroute pour le paradis                      | My Way or the Highway to Heaven    | Tout le monde veut aller au ciel          | - | - | XABF17 |
| 4  | Simpson Horror Show XXIX                       | Treehouse of Horror XXIX           | Spécial d'Halloween XXIX                  | - | - | XABF16 |
| 5  | Autonhomer                                     | Baby You Can't Drive My Car        | Les Deux Mains sur le volant              | - | - | XABF18 |
| 6  | De Russie sans amour                           | From Russia Without Love           | Pas si bons baisers de Russie             | - | - | XABF20 |
| 7  | Maman travaille                                | Werking Mom                        | Queer chevelu                             | - | - | XABF21 |
| 8  | Krusty le clown                                | Krusty the Clown                   | Krusty complètement cirque                | - | - | XABF22 |
| 9  | Daddicus Finch                                 | Daddicus Finch                     | Pôpatticus Finch                          | My Pre-Christmas behavior really helps the coal industry | « Mon attitude avant Noël aide l'industrie du charbon. » | YABF01 |
| 10 | C'est la trentième saison !                    | 'Tis the 30th Season               | La 30e saison est venue ce soir           | The fat man who works one night a year is my dad | « Le gros bonhomme qui travaille une nuit par an est mon père. » | YABF02 |
| 11 | Le Petit Soldat de plomb                       | Mad About the Toy                  | Guerre, épais                             | My new year's resolution was to quit school | « Ma bonne résolution était d'arrêter l'école. » | YABF03 |
| 12 | La Fille dans le bus                           | The Girl on the Bus                | La Fille de l'autobus                     | - | - | YABF04 |
| 13 | Je sais danser en gros                         | I'm Dancing as Fat as I Can        | Danse ta vie, l'gros                      | - | - | YABF06 |
| 14 | Le clown reste sur la photo                    | The Clown Stays in the Picture     | Scènes de la vue conjugale                | - | - | YABF05 |
| 15 | 101 Réductions                                 | 101 Mitigations                    | Les feuilles mortes se ramassent en appel | Chili fries do not go in like a lamb and out like a lion | « Les piments frits ne sont pas un Laxatif. » | YABF07 |
| 16 | Je te veux (elle est si lourde)                | I Want You (She's So Heavy)        | Marge à planche                           | Bart dessine un schéma semblable à ceux utilisés pour une phase finale à 16 équipes de compétitions sportives. Les équipes sont remplacées par des personnages de la série. | Bart dessine un schéma semblable à ceux utilisés pour une phase finale à 16 équipes de compétitions sportives. Les équipes sont remplacées par des personnages de la série. | YABF08 |
| 17 | Sports d'E-quipe                               | E My Sports                        | L'homme vit d'ESports                     | - | - | YABF09 |
| 18 | Bart contre Itchy et Scratchy                  | Bart vs. Itchy & Scratchy          | Bart contre Itchy et Scratchy             | - | - | YABF10 |
| 19 | Les Filles de l'orchestre                      | Girl's in the Band                 | La Passion de Lisa                        | I am not a grandmother | « Je ne suis pas une grand-mère. » | YABF11 |
| 20 | Je suis juste une fille qui peut pas dire T'oh | I'm Just a Girl Who Can't Say D'oh | Demain matin, Springfield m'attend        | I will not write "audit please" on Homer's tax return | « Je ne demanderai pas de contrôle fiscal pour Homer. » | YABF12 |
| 21 | T'oh Canada                                    | D'oh Canada                        | D'oh Canada                               | « Haw Haw ! » (en grand sur le tableau) Bart retourne ensuite le tableau, montrant alors Nelson scotché dessus                                                              | « Haw Haw ! » (en grand sur le tableau) Bart retourne ensuite le tableau, montrant alors Nelson scotché dessus                                                              | YABF14 |
| 22 | Ki Ka Fé Ça                                    | Woo-Hoo Dunnit?                    | Vol au-dessus d'un nid de wou-hou         | - | - | YABF15 |
| 23 | Cristal Bleu Persuasion                        | Crystal Blue-Haired Persuasion     | Ma sorcière aux cheveux bleus             | - | - | YABF16 |

## Saison 31 (2019-2020)
| #  | Titre français                           | Titre original                           | Titre québécois                       | Phrase écrite au tableau noir                                           | Traduction française                                                            | Code   |
| -- | ---------------------------------------- | ---------------------------------------- | ------------------------------------- | ----------------------------------------------------------------------- | ------------------------------------------------------------------------------- | ------ |
| 1  | L'Hiver de nos contenus monétisés        | The Winter of Our Monetized Content      | 110 pour sang                         | -                                                                       | -                                                                               | YABF19 |
| 2  | Vise haut ou vise Homer                  | Go Big or Go Homer                       | Mentor, mentor                        | -                                                                       | -                                                                               | YABF21 |
| 3  | La Grosse Ligne bleue                    | The Fat Blue Line                        | Mise en portefeuille                  | -                                                                       | -                                                                               | YABF22 |
| 4  | Simpson Horror Show XXX                  | Treehouse of Horror XXX                  | Spécial d'Halloween XXX               | -                                                                       | -                                                                               | YABF18 |
| 5  | Les Gorilles sur le mât                  | Gorillas on the Mast                     | Gorille à tribord                     | -                                                                       | -                                                                               | YABF20 |
| 6  | Marge la bûcheronne                      | Marge the Lumberjill                     | Thérapie de coupe                     | Daylight savings isn't something I can spend                            | « Les économies d'énergie ne se dépensent pas. »                                | ZABF02 |
| 7  | Vivre la pura vida                       | Livin La Pura Vida                       | Viva la pura vida                     | -                                                                       | -                                                                               | ZABF03 |
| 8  | Le Thanksgiving de l'horreur             | Thanksgiving of Horror                   | Un après-midi de dinde                | -                                                                       | -                                                                               | YABF17 |
| 9  | Todd, Todd, pourquoi m'as-tu abandonné ? | Todd, Todd, Why Hast Thou Forsaken Me?   | L'enfer, c'est eux autres             | Idle hands are the Devil's tool                                         | « Les mains paresseuses sont l'outil du Diable » (écrit par Todd)               | ZABF04 |
| 10 | Bobby, il fait froid dehors              | Bobby, It's Cold Outside                 | Entre le Bob et l'âne gris            | -                                                                       | -                                                                               | ZABF01 |
| 11 | Gloire aux dents                         | Hail to the Teeth                        | Broche, broche tes dents              | Teacher spent New Year's Eve at home by choice                          | « La maîtresse a passé le réveillon seule par choix. »                          | ZABF05 |
| 12 | La Malédiction de Lisa Simpson           | The Miseducation of Lisa Simpson         | Échec et maths                        | -                                                                       | -                                                                               | ZABF06 |
| 13 | Frinkcoin                                | Frinkcoin                                | Chaîne de bolles                      | -                                                                       | -                                                                               | ZABF07 |
| 14 | Bart le méchant                          | Bart the Bad Guy                         | À Thor et à travers                   | -                                                                       | -                                                                               | ZABF08 |
| 15 | Sans écran                               | Screenless                               | Capture d'écrans                      | -                                                                       | -                                                                               | ZABF09 |
| 16 | Mieux sans Ned                           | Better Off Ned                           | Odieux guide                          | Bart is at a doctor's appointment (écrit par Lisa)                      | « Bart est chez le Médecin. » (écrit par Lisa)                                  | ZABF11 |
| 17 | Droit au puits                           | Highway to Well                          | Ent'deux joints                       | -                                                                       | -                                                                               | ZABF10 |
| 18 | L'Incroyable Légèreté d'être un bébé     | The Incredible Lightness of Being a Baby | L'Insoutenable Légèreté de la suce    | School Online (écrit en une seule ligne, avec personne dans la classe)  | « École à la maison. » (écrit en une seule ligne, avec personne dans la classe) | YABF13 |
| 19 | Prêtres en guerre                        | Warrin' Priests                          | Prêtre, pas prête, j'y vas            | How did the boy get me to do this? (écrit par Homer)                    | « Comment le mioche m'a poussé à faire ça ? » (écrit par Homer)                 | ZABF12 |
| 20 | Prêtres en guerre (Partie 2)             | Warrin' Priests Part 2                   | Prêtre, pas prête, j'y vas (Partie 2) | I will stop reminding the principal I have a later bedtime than he does | « Je ne dirai plus au proviseur que Je me couche plus tard que lui. »           | ZABF13 |
| 21 | Les Sales Huit ans                       | The Hateful Eight-Year-Olds              | Le dîner de Lisa                      | -                                                                       | -                                                                               | ZABF14 |
| 22 | À la façon du chien                      | The Way of the Dog                       | Renne du foyer                        | -                                                                       | -                                                                               | ZABF16 |

## Saison 32 (2020-2021)
| #  | Titre français                                              | Titre original                               | Titre québécois                                 | Phrase écrite au tableau noir               | Traduction française                                              | Code   |
| -- | ----------------------------------------------------------- | -------------------------------------------- | ----------------------------------------------- | ------------------------------------------- | ----------------------------------------------------------------- | ------ |
| 1  | Burns infiltré                                              | Undercover Burns                             |                                                 | -                                           | -                                                                 | ZABF19 |
| 2  | Aïe, Carumbus                                               | I, Carumbus                                  |                                                 | -                                           | -                                                                 | ZABF18 |
| 3  | Non, musée, ne fais pas ça                                  | Now Museum, Now You Don't                    |                                                 | -                                           | -                                                                 | ZABF21 |
| 4  | Simpson Horror Show XXXI                                    | Treehouse of Horror XXXI                     | Spécial d'Halloween XXXI                        | -                                           | -                                                                 | ZABF17 |
| 5  | Sept Bières de réflexion                                    | The 7 Beer Itch                              |                                                 | -                                           | -                                                                 | ZABF15 |
| 6  | Podcast News                                                | Podcast News                                 |                                                 | -                                           | -                                                                 | ZABF22 |
| 7  | Trois rêves qui s'effondrent                                | Three Dreams Denied                          | Les joies du sax                                | -                                           | -                                                                 | QABF02 |
| 8  | La Route de Cincinnati                                      | The Road to Cincinnati                       |                                                 | -                                           | -                                                                 | ZABF20 |
| 9  | Pas d'excuse                                                | Sorry Not Sorry                              | Désœuvré, libéré                                | I will not put laxatives in Santa's cookies | « Je ne mettrai pas de laxatifs dans les biscuits du Père Noël. » | QABF01 |
| 10 | Un Noël d'été à Springfield                                 | A Springfield Summer Christmas for Christmas | Un beau Noël du campeur à Springfield pour Noël | -                                           | -                                                                 | QABF03 |
| 11 | Envie de paternité                                          | The Dad-Feelings Limited                     | Cœur de père                                    | -                                           | -                                                                 | QABF04 |
| 12 | Reine du journal intime                                     | Diary Queen                                  | Journal indigne                                 | -                                           | -                                                                 | QABF05 |
| 13 | Objectif fric                                               | Wad Goals                                    | La grosse liasse                                | -                                           | -                                                                 | QABF06 |
| 14 | Yokel Hero                                                  | Yokel Hero                                   | Mille après mille je suis riche                 | -                                           | -                                                                 | QABF07 |
| 15 | Est-ce que les bots de pizza rêvent de guitare électrique ? | Do Pizza Bots Dream of Electric Guitars      | Quatre morceaux de robots                       | -                                           | -                                                                 | QABF08 |
| 16 | Phénomènes paranormaux                                      | Manger Things                                | Le moron de Noël                                | -                                           | -                                                                 | QABF08 |
| 17 | Femmes à l'état brut                                        | Uncut Femmes                                 | Une Marge sous influence                        | -                                           | -                                                                 | QABF10 |
| 18 | Les Rois du burger                                          | Burger Kings                                 | Effet Bœuf                                      | -                                           | -                                                                 | QABF11 |
| 19 | Panique dans les rues de Springfield                        | Panic on the Streets of Springfield          | Mistral grano                                   | -                                           | -                                                                 | QABF12 |
| 20 | Retrouvailles mère-fille                                    | Mother and Child Reunion                     | Un tarot de lousse                              | -                                           | -                                                                 | QABF14 |
| 21 | Code G.R.A.N.D.-P.È.R.E.                                    | The Man from G.R.A.M.P.A.                    | Bons baisers de Springfield                     | -                                           | -                                                                 | QABF13 |
| 22 | Le Dernier Combattant de bar                                | The Last Barfighter                          | Le goût de l'eau                                | -                                           | -                                                                 | QABF15 |

## Saison 33 (2021-2022)
| #  | Titre français                    | Titre original                | Titre québécois              | Phrase écrite au tableau noir | Traduction française | Code   |
| -- | --------------------------------- | ----------------------------- | ---------------------------- | ----------------------------- | -------------------- | ------ |
| 1  | La Star des coulisses             | The Star of the Backstage     | La Star des coulisses        | NC                            | NC                   | QABF17 |
| 2  | Bart est en prison                | Bart's in Jail!               | Bart est en prison           | NC                            | NC                   | QABF18 |
| 3  | Simpson Horror Show XXXII         | Treehouse of Horror XXXII     | Spécial d'Halloween XXXII    | NC                            | NC                   | QABF16 |
| 4  | Comment nous étions               | The Wayz We Were              | Problème de circulation      | NC                            | NC                   | QABF19 |
| 5  | Le Ventre de Lisa                 | Lisa's Belly                  | Le Ventre de Lisa            | NC                            | NC                   | QABF20 |
| 6  | Un sérieux Flanders               | A Serious Flanders (Part One) | Un Flanders sérieux          | NC                            | NC                   | QABF21 |
| 7  | Un sérieux Flanders               | A Serious Flanders (Part Two) | Un Flanders sérieux          | NC                            | NC                   | QABF22 |
| 8  | Portrait du jeune homme en feu    | Portrait of a Lackey on Fire  | Portrait d'un laquais en feu | NC                            | NC                   | UABF01 |
| 9  | Les Mères et les Autres Étrangers | Mothers and Other Strangers   | Mères et Autres Étrangers    | NC                            | NC                   | UABF02 |
| 10 | Maggie et les Gangsters           | A Made Maggie                 | Le Parrain de Maggie         | NC                            | NC                   | UABF03 |